# Horka-Domky
Horka-Domky (obě části názvu jsou pomnožné, tedy genitiv je „Horek-Domků“) jsou část města Třebíče. Nachází se zde především bytové a rodinné domy. Poté také pár bývalých podniků a nově zde vzniká i průmyslová zóna. Vyrábí se zde autobusy firmy TEDOM. V části obce žije přibližně 7 200 obyvatel.
V oblasti tzv. Boroviček bylo v roce 2017 instalováno lanové hřiště pro děti.
V Horkách-Domcích se nachází i budova tzv. kremlu, tj. dřívější sídlo OV KSČ v Třebíči, pozdější kulturní budova Fórum. Budova byla postavena mezi lety 1983 a 1985, předána městu Třebíči byla v prosinci roku 1989.

## Alzheimer Centrum Třebíč
V bývalé oční klinice v roce 2019 vzniklo Alzheimer Centrum Třebíč.
V roce 2017 vzniklo na Demlově ulic z bývalé tzv. oční školy budova pro chráněné bydlení handicapovaných osob. V centru mají žít klienti s lehčím stupněm postižení, kteří se o sebe s dohledem asistenta postarat. Náklady na přestavbu dosáhly 14 milionů Kč.

## Poliklinika Vltavínská
Na jižním okraji části Horka-Domky se nachází budova polikliniky Vltavínská s oddělenou budovou stomatologické polikliniky. Komplex budov má dohromady asi 7000 m2 a byl postaven v roce 1978, v roce 1990 byl v sousedství přistavěn objekt stomatologické polikliniky. V roce 1996 byl komplex privatizován a postupně proběhly rekonstrukce oken, dveří, zateplení a další úpravy. V roce 1997 získalo město Třebíč v privatizaci budovu stomatologické kliniky a v roce 2021 pak tuto budovu koupila společnost Lékařský dům, která vlastní od roku 1996 i původní polikliniku. V roce 2024 bylo oznámeno, že v následujících letech by měla být přistavěna nová budova polikliniky.

## Historie a název
Osada Horka stála vedle osad Třebeč, Stařička a Radostín již před založením benediktinského kláštera. Osady Horka, Stařička a Radostín patřily k farnímu kostelu sv. Trojice. Přestože Stařička a Horka byly přifařeny ke kostelu sv. Martina, zachovaly si dlouho své zvláštní posvícení a pouť u sv. Trojice. Původní osada Domky náležela klášteru, později splynula s městem a přešla pod městskou jurisdikci.
Český statistický úřad uvádí v Registru sčítacích obvodů a budov u názvu skloňování, které odpovídá tomu, jako by obě části názvu byly pomnožné, tj. bez Horek-Domků, ovšem jako by první část nebyla ženského rodu, jak je u podobných místních názvů obvyklé (k Horkám, s Horkami), ale jako by byla středního rodu, tedy od slova Horko (k Horkům, s Horky). U slova Domky uvádí v 6. pádě pouze tvrdý tvar Domkách. Adolf Kubeš v roce 1904 však zmiňoval Horku v jednotném čísle („Jestiť to asi táž Horka, kterou klášter Třebický r. 1225 vyměnil s vesnicemi Hatlebici a Kozochovici.“) V roce 2017 bylo na jižní části městské části u polikliniky Vltavínská otevřeno bludiště v kukuřici.
Mezi občany města Třebíče se pro místní část používá pouze názvu Domky,[zdroj⁠?!] nebo se u zdejších vyskytuje skloňování pouze druhé části názvu, genitiv tedy je „Horka-Domků“.

## Nová obytná čtvrť
Mezi lety 2020 a 2021 by za poliklinikou Vltavínská měly vzniknout parcely pro 50 rodinných domů, v sousedství by měla vzniknout zahrádkářská kolonie. Vznikne tak několik nových ulic. Jako první část úprav by měla vzniknout silnice mezi parkovištěm u Polikliniky Vltavínská a komunikací u baseballového hřiště. Na konci listopadu roku 2020 by měly být připraveny inženýrské sítě pro stavbu nových domů. V roce 2020 bylo také oznámeno, že parcel pro stavbu rodinných domů bude celkem 42. Další rozšíření by mělo nastat na ploše někdejšího jahodového pole jižně od prodejny Lidl.
V listopadu roku 2020 bylo oznámeno, že parcel bude celkem 43. Prodány budou formou aukce, která by měla být zahájena v lednu roku 2021. Součástí stavby inženýrských sítí je i dostavba a rekonstrukce parkoviště u polikliniky Vltavínská. Bylo oznámeno, že aukce by se měla konat v březnu roku 2021. Domy, které budou na parcelách stát mají určeny parametry vzhledu a stavby. Domy budou muset být zkolaudovány do roku 2024 a jejich majitelé je nebudou moci prodat do roku 2029. Bylo také rozhodnuto, že ulice budou pojmenovány dle příběhu Antonína Kaliny, tj. ulice v nové čtvrti se budou jmenovat Antonína Kaliny, Pavla Kohna a Jindřicha Flussera.
V březnu roku 2021 bylo oznámeno, že z důvodu pandemie onemocnění covid-19 bude aukce nový parcel odložena z počátku března na neurčito. V dubnu téhož roku bylo oznámeno, že aukce proběhne v květnu roku 2021. Aukce proběhla v červnu roku 2021, bylo prodáno 42 parcel pro stavbu domů, jejich celková cena dosáhla 140 milionů Kč. Tj. prodejní ceny pozemků dosáhly asi trojnásobku vyvolávací ceny. Město z důvodu přebytku zájemců začalo uvažovat o dalších pozemcích pro stavbu rodinných domů.
V roce 2020 bude zbourána budova bývalého domova důchodců na Kubešově ulici, stejně tak bude zbourána budova Základní školy Cyrilometodějská v Zahradníčkově ulici. Místo budov bude postavena nová budova domova důchodců.

## Nová obytná čtvrť Vídeňský rybník
V roce 2024 bylo oznámeno, že město chystá jižně od polikliniky Vltavínská prodej pozemků pro stavbu rodinných domů a několika obytných domů. Nová čtvrť se má jmenovat dle území Vídeňský rybník. Město pozemky nabídlo jako celek developerům, kteří pak postaví budovy ve své režii. Celkem by mělo být postaveno až 6 bytových domů s cca 200 byty. Rodinné domy dle původního plánu neměly být všechny dostupné autem. Výstavba je regulována plánem, je regulován vzhled nebo maximální výška staveb. Ke konci listopadu roku 2024 bylo oznámeno, že se povedly prodat pouze pozemky pro stavbu obytných domů, pozemky pro stavbu rodinných domů se prodat nepovedlo, problém byl v tom, že ne všechny domy měly příjezdovou cestu. To tedy bylo upraveno a pozemky se město pokusí znovu nabídnou developerům.

## Území
Horka-Domky se nacházejí jižně od centra města, mezi ulicemi Koželužská, Hrotovická a Bráfova třída. Jižní hranice části je již okrajová část města a sousedí se Stříteží.
V části Horka-Domky se nachází mimo jiné železniční nádraží Třebíč s novým autobusovým terminálem, starý třebíčský hřbitov a také Strážná hora s kaplí zvanou Kostelíček, věžovým vodojemem přebudovaným na muzeum třebíčského vodárenství a rozhlednu, telekomunikační věží a kalvárií. Nachází se zde také několik parků, Libušíno údolí s Máchovým jezírkem, Tyršovy sady a část Máchových sadů.

## Historie
| Rok            | 1869 | 1880 | 1890 | 1900 | 1910 | 1921 | 1930 | 1950 | 1961 | 1970 | 1980 | 1991 | 2001 |
| -------------- | ---- | ---- | ---- | ---- | ---- | ---- | ---- | ---- | ---- | ---- | ---- | ---- | ---- |
| Počet obyvatel | 1119 | 1220 | 1522 | 2058 | 2715 | 3136 | 4392 | .    | .    | .    | 9929 | 8123 | 7788 |

## Památky
- Kostel svatého Václava a svaté Ludmily s pamětní deskou vladyky Gorazda
- vodojem Žákova zahrada – vodojem, který jímá vodu z pramene u Heraltic, která samospádem teče do vodojemu u tzv. Kostelíčka a následně do jímek v Žákově zahradě[22]
- Secesní vila Milana Kubeše na rohu Nádražní a Litoltovy ulice. Vila byla zařazena do seznamu slavných vil. Byla postavena architektem a vrchním technickým radou Milanem Kubešem, který si ji v počátcích 20. let postavil sám pro sebe. Vila má tři patra, kdy původně byl v každém z pater samostatný byt, rodina Milana Kubeše žila v prostředním patře a zbylé byty pronajímala. Vila je dlouhodobě na prodej.[23]
- Kostel Nejsvětější Trojice na Starém hřbitově
- Starý hřbitov
- UP závody
- Evangelický kostel z roku 1910 s pamětní deskou mistra Jana Husa
- Sportovní hala Leopolda Pokorného
- gnómon v Tyršových sadech
- Borovinský most
- kaple svatého Jana Nepomuckého na Strážné hoře
- busta Kurta Konráda
- Gymnázium Třebíč
- Boží muka a Pamětní kámen na Znojemské ulici
- Kaplička svatého Václava na Václavském nám.
- kříž na Bráfově třídě

## Galerie

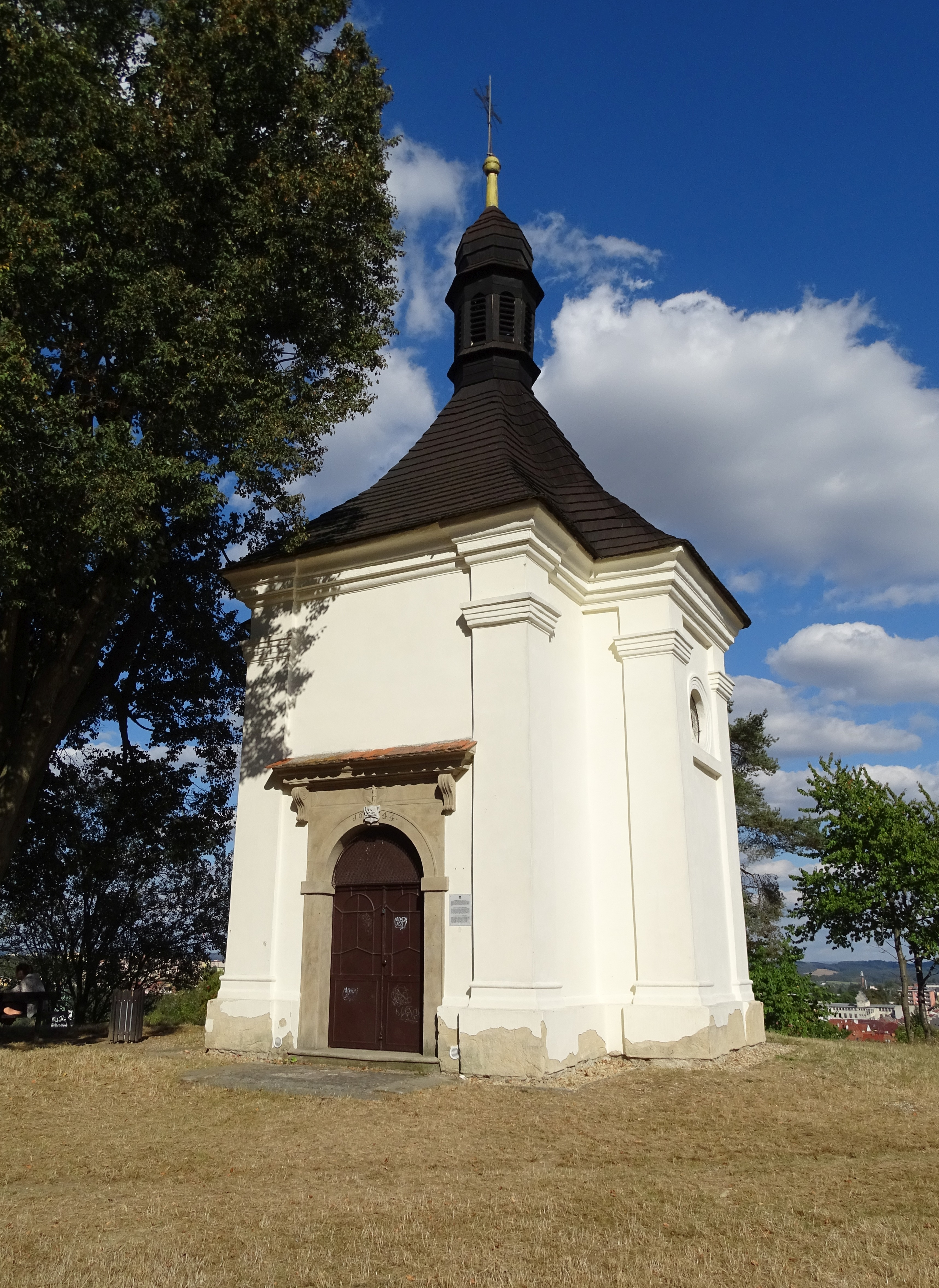
Kaple svatého Jana Nepomuckého na Strážné hoře
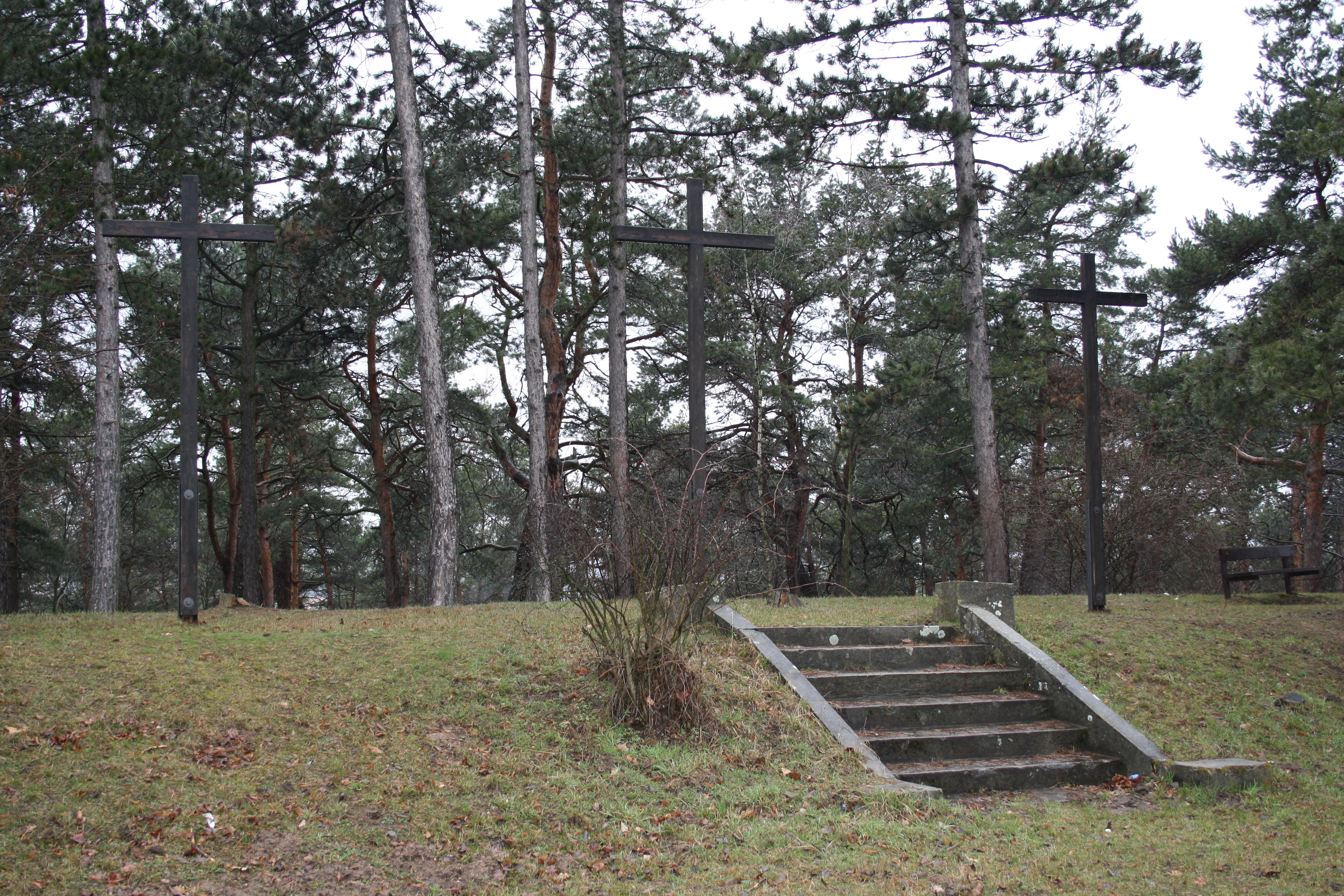
Kalvárie v Třebíči
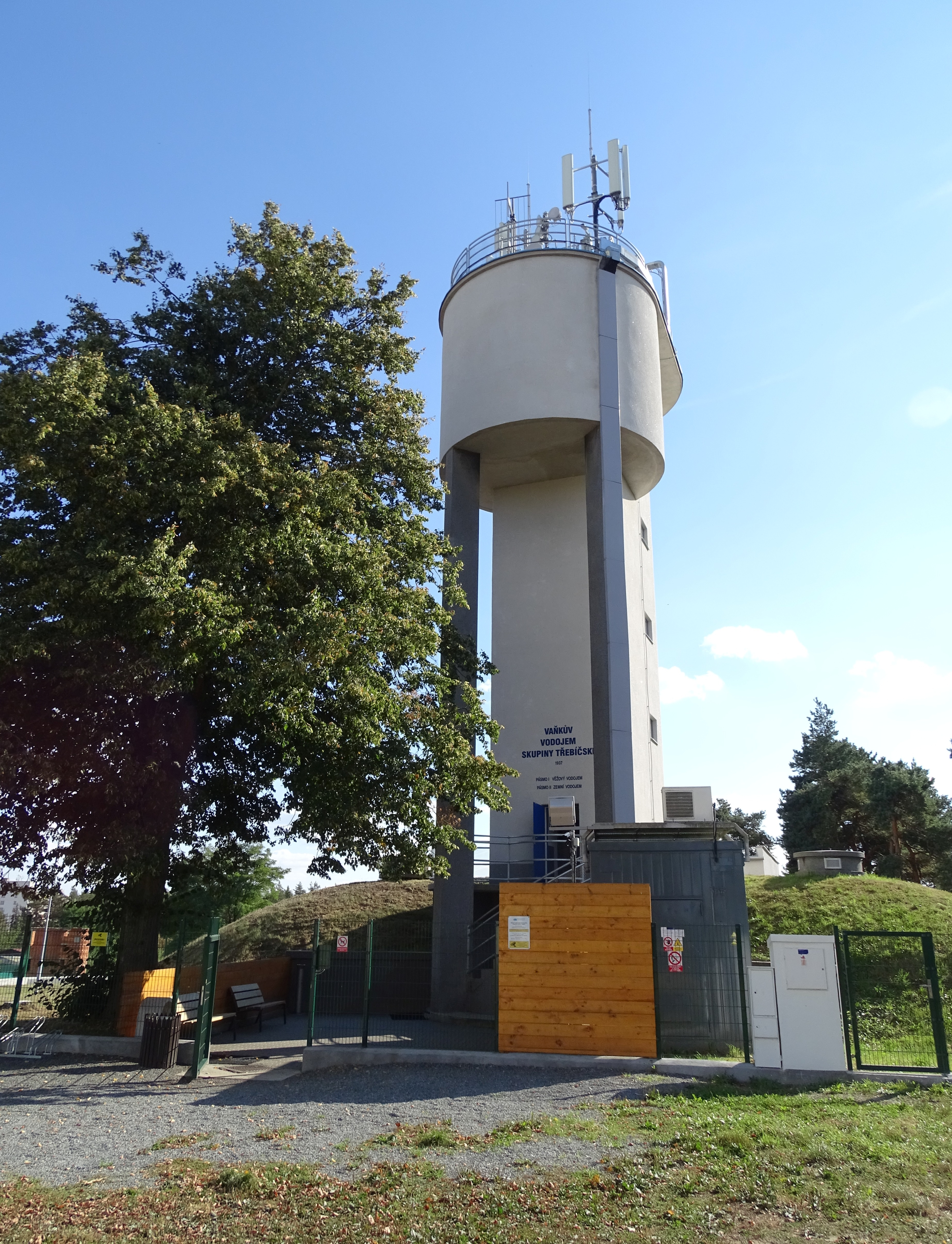
Vodojem na Strážné hoře
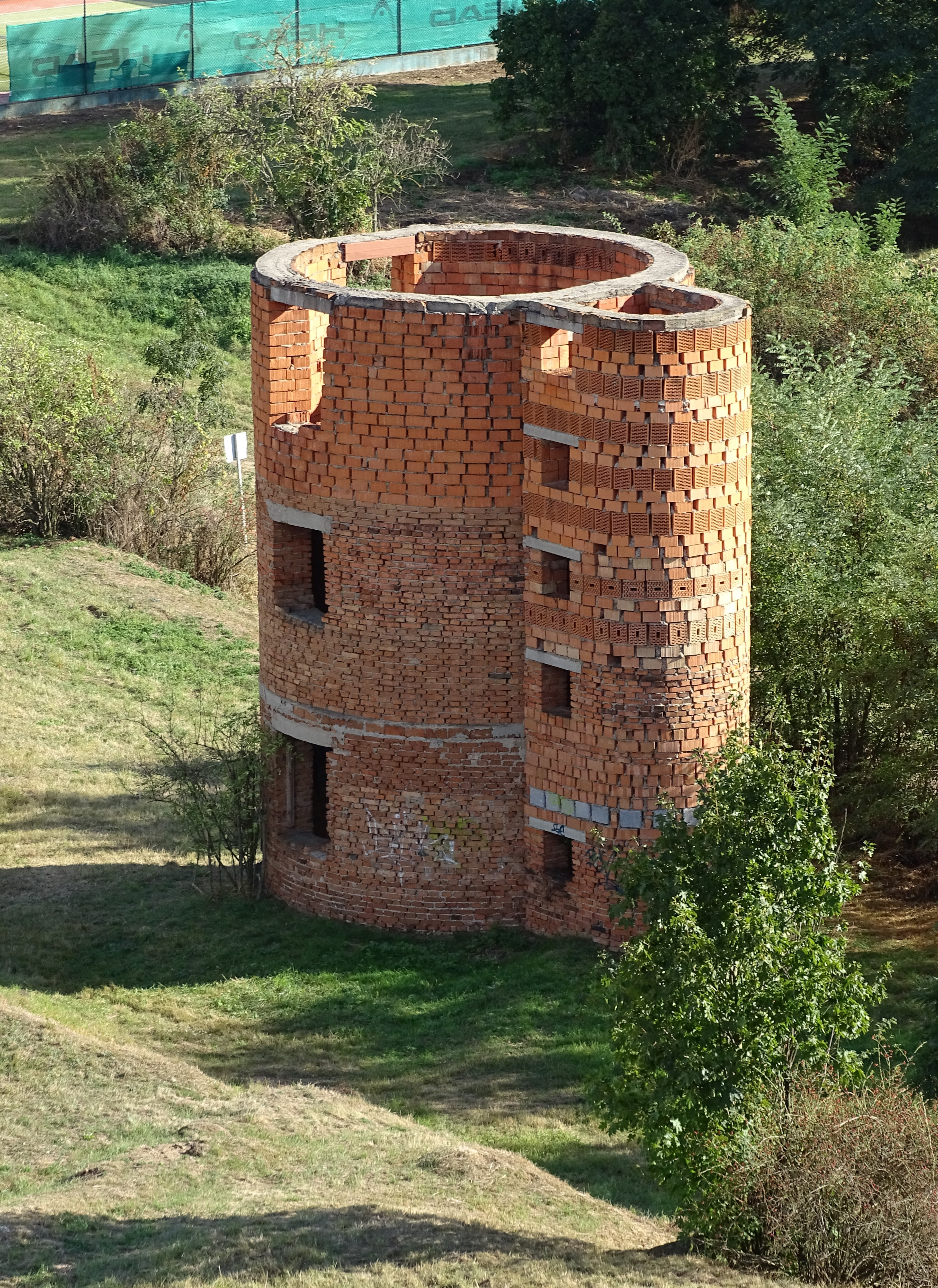
Nedostavěná hvězdárna pod Strážnou horou
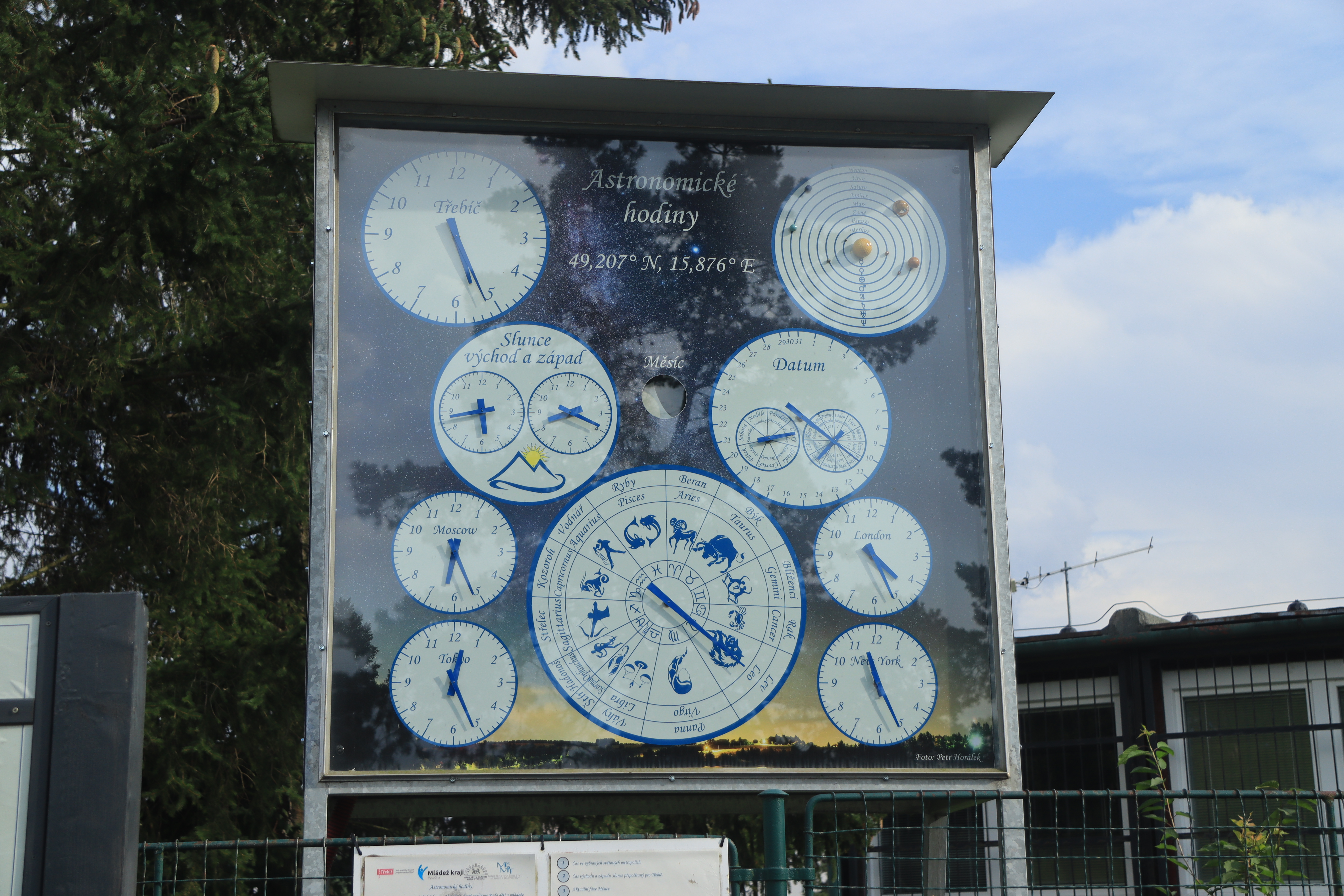
Třebíčské astronomické hodiny
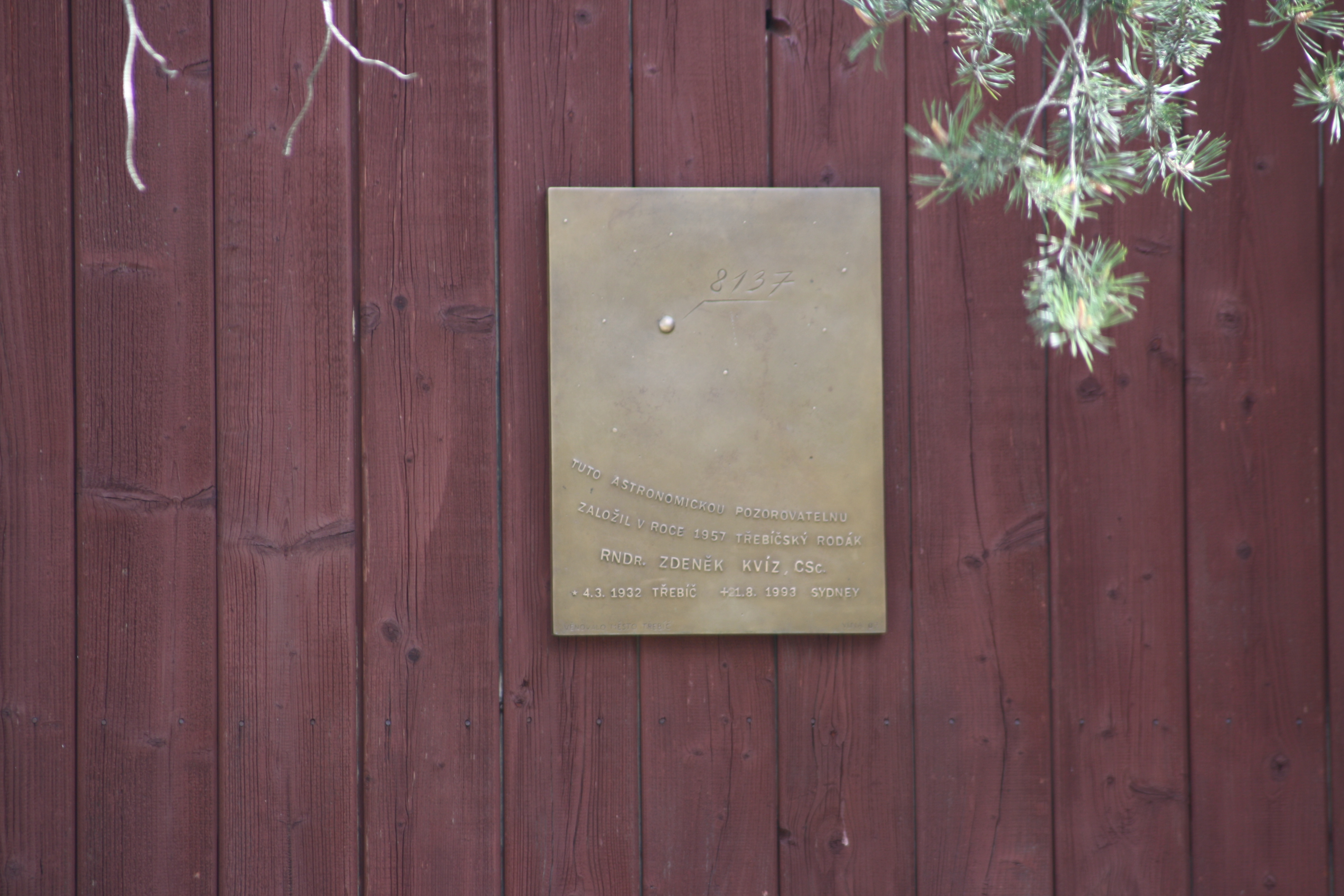
Pamětní deska Zdeňka Kvíze na třebíčské hvězdárně
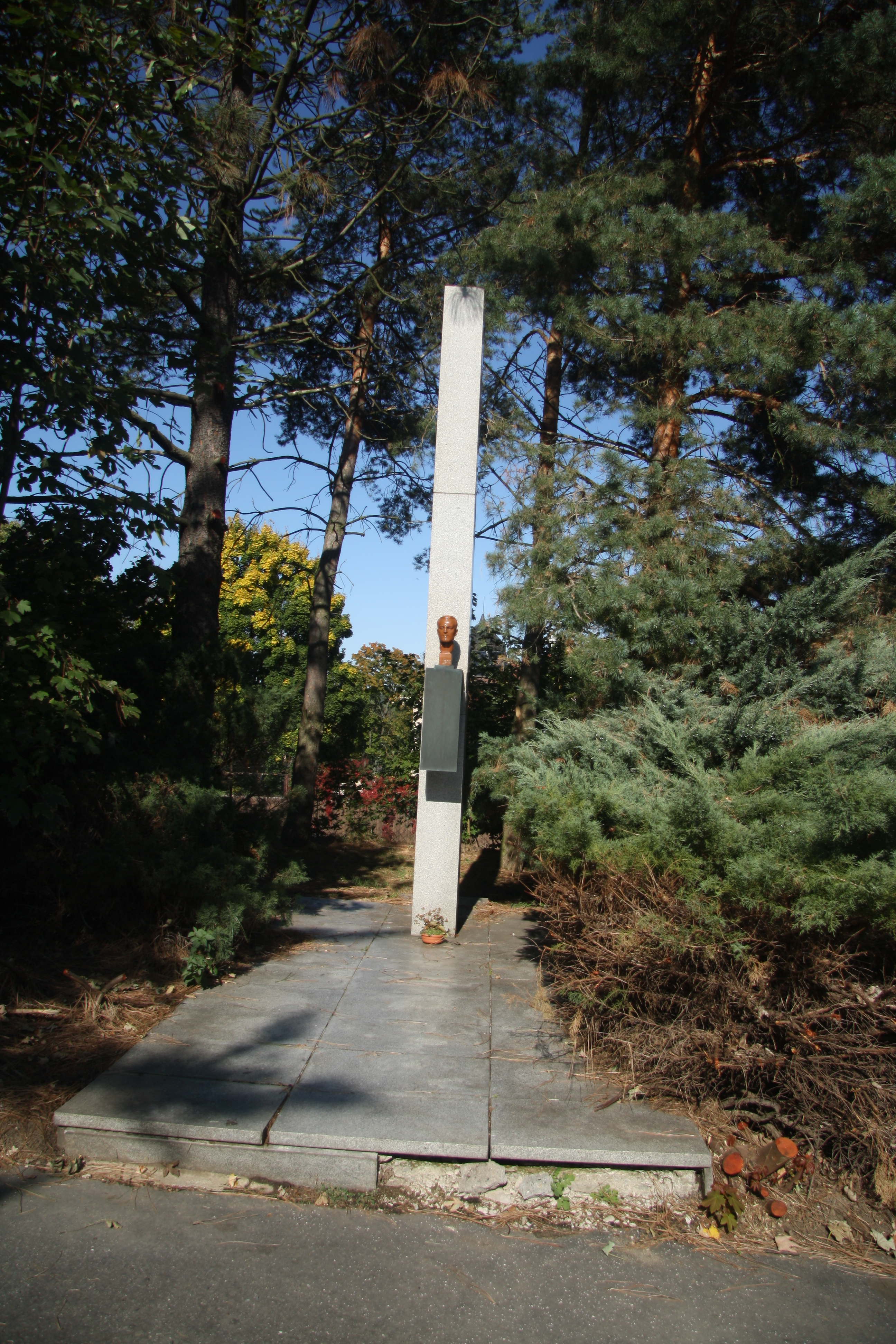
Busta Leopolda Pokorného u sokolského stadionu
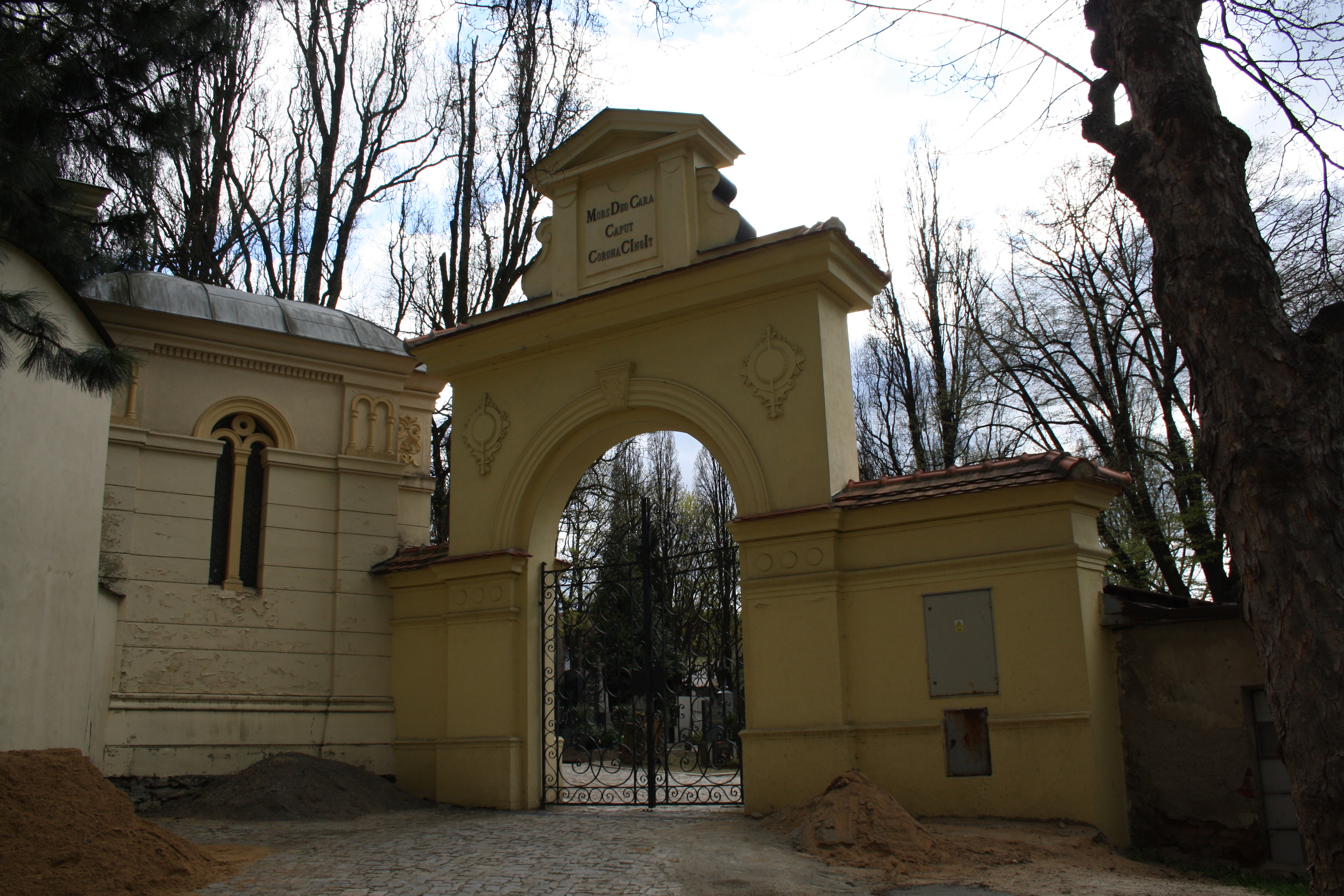
Severní brána starého hřbitova
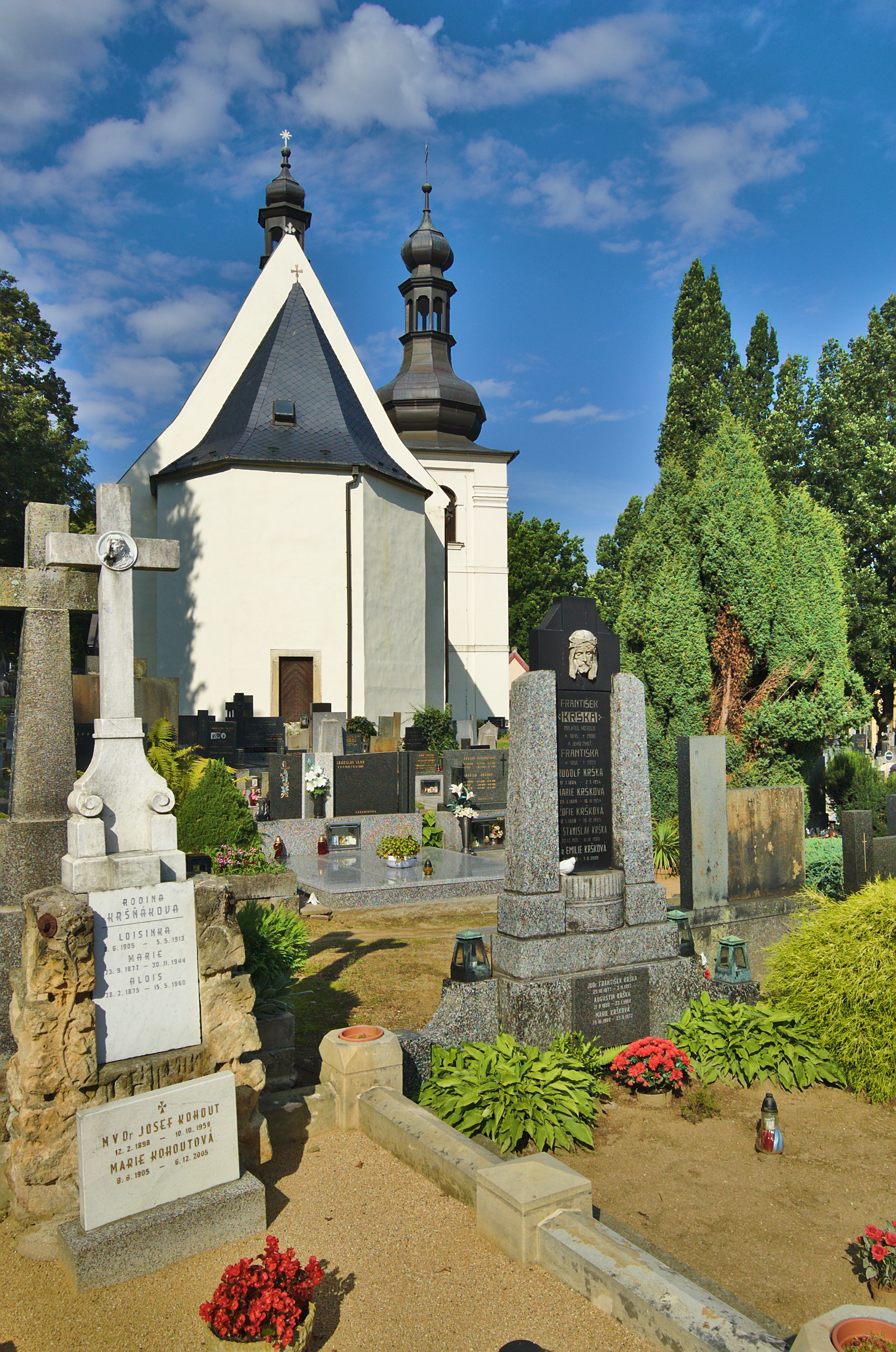
Kostel Nejsvětější Trojice na Starém hřbitově
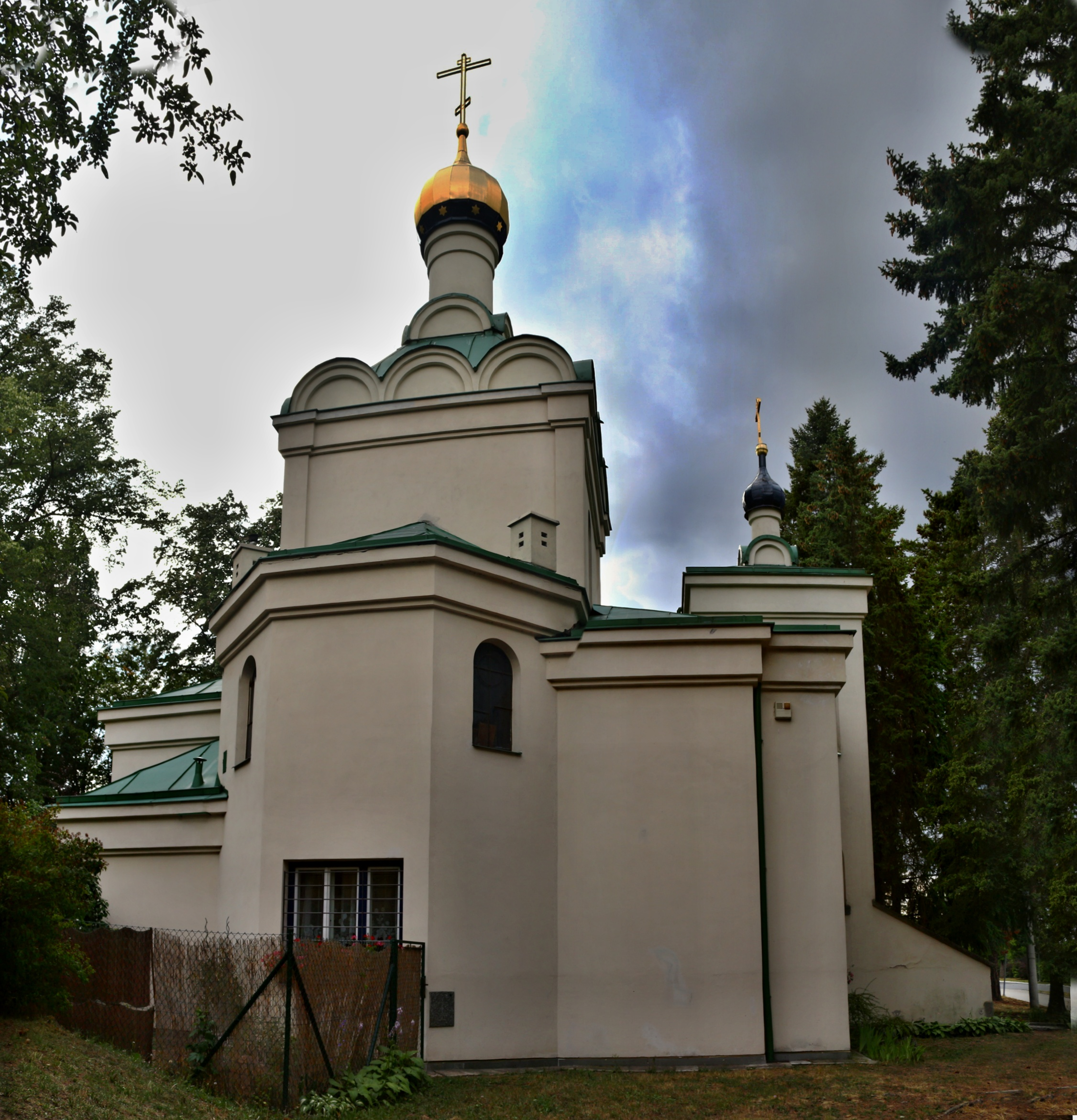
Chrám svatého Václava a svaté Ludmily na Gorazdově nám.
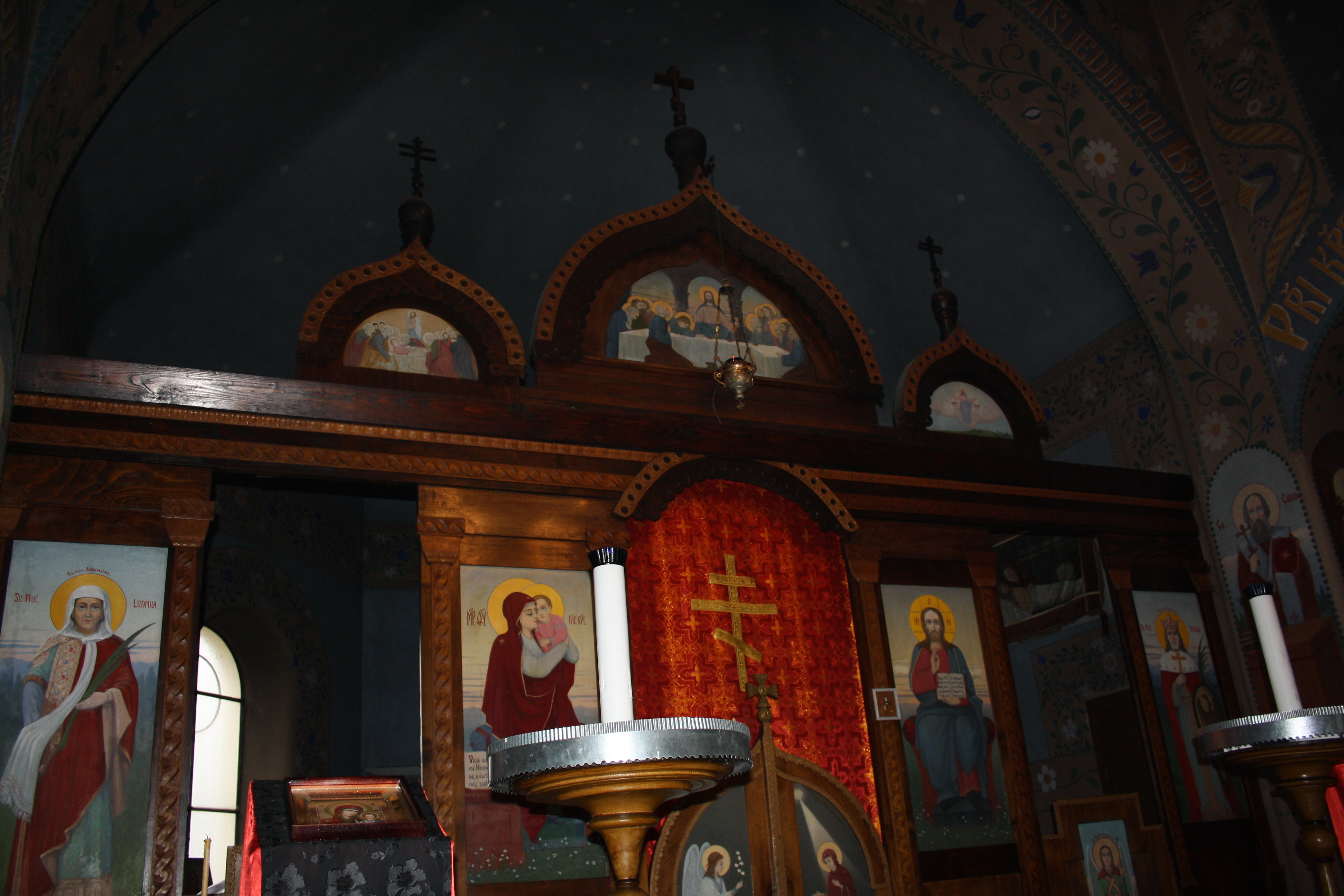
Interiér chrámu
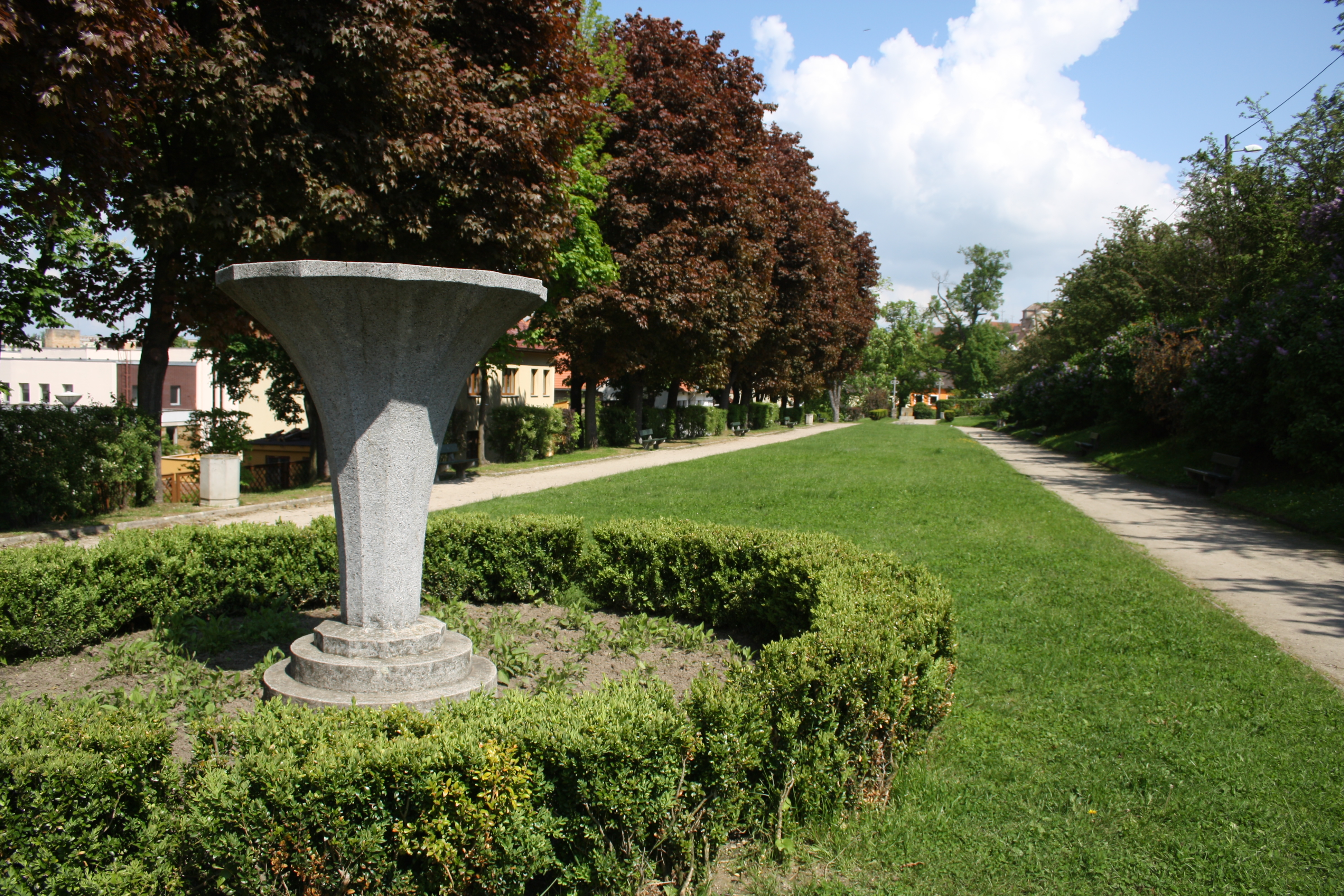
Tyršovy sady
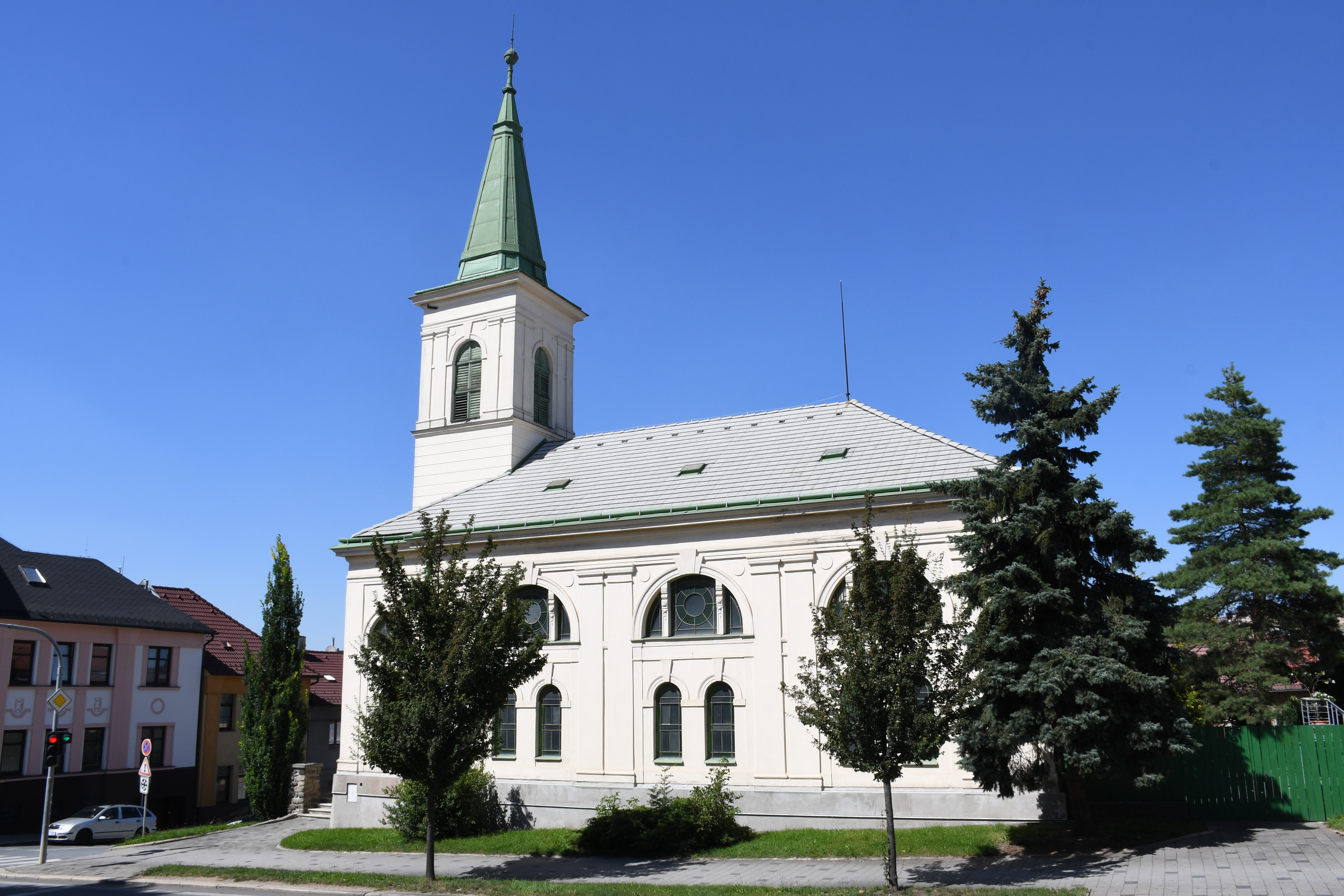
Evangelický kostel na Bráfově tř.
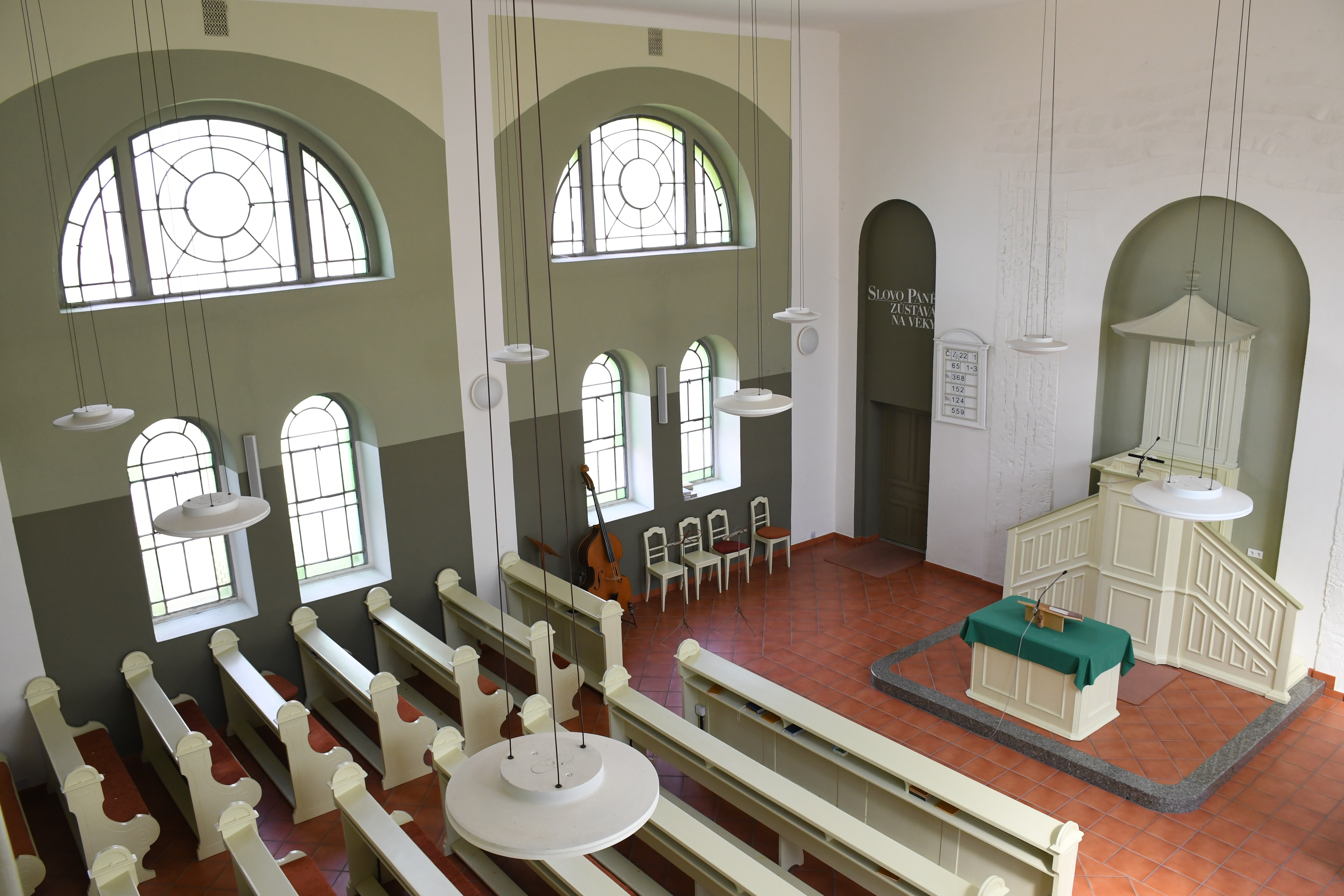
Interiér evangelického kostela
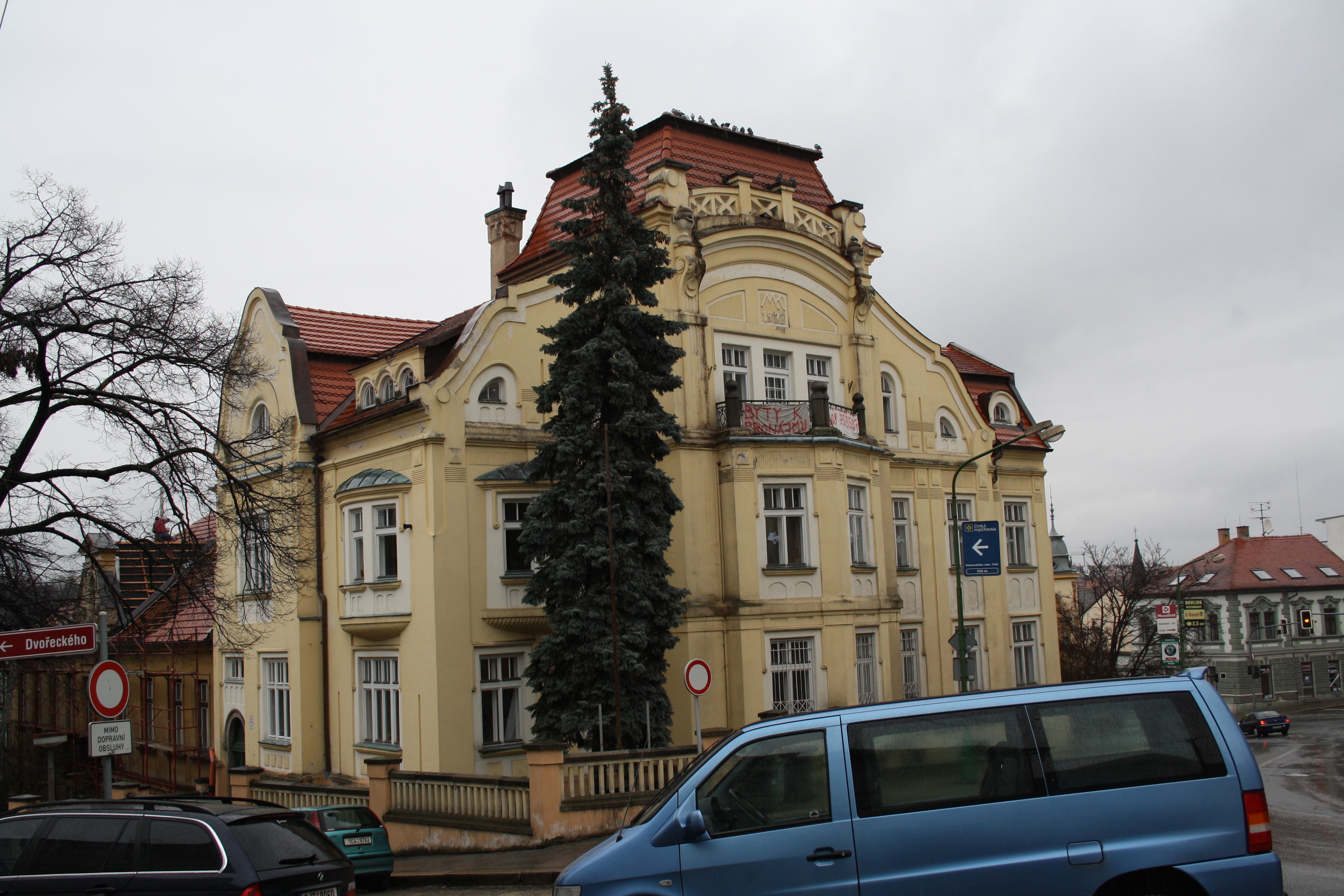
Secesní vila Milana Kubeše v Třebíči, ulice Nádražní
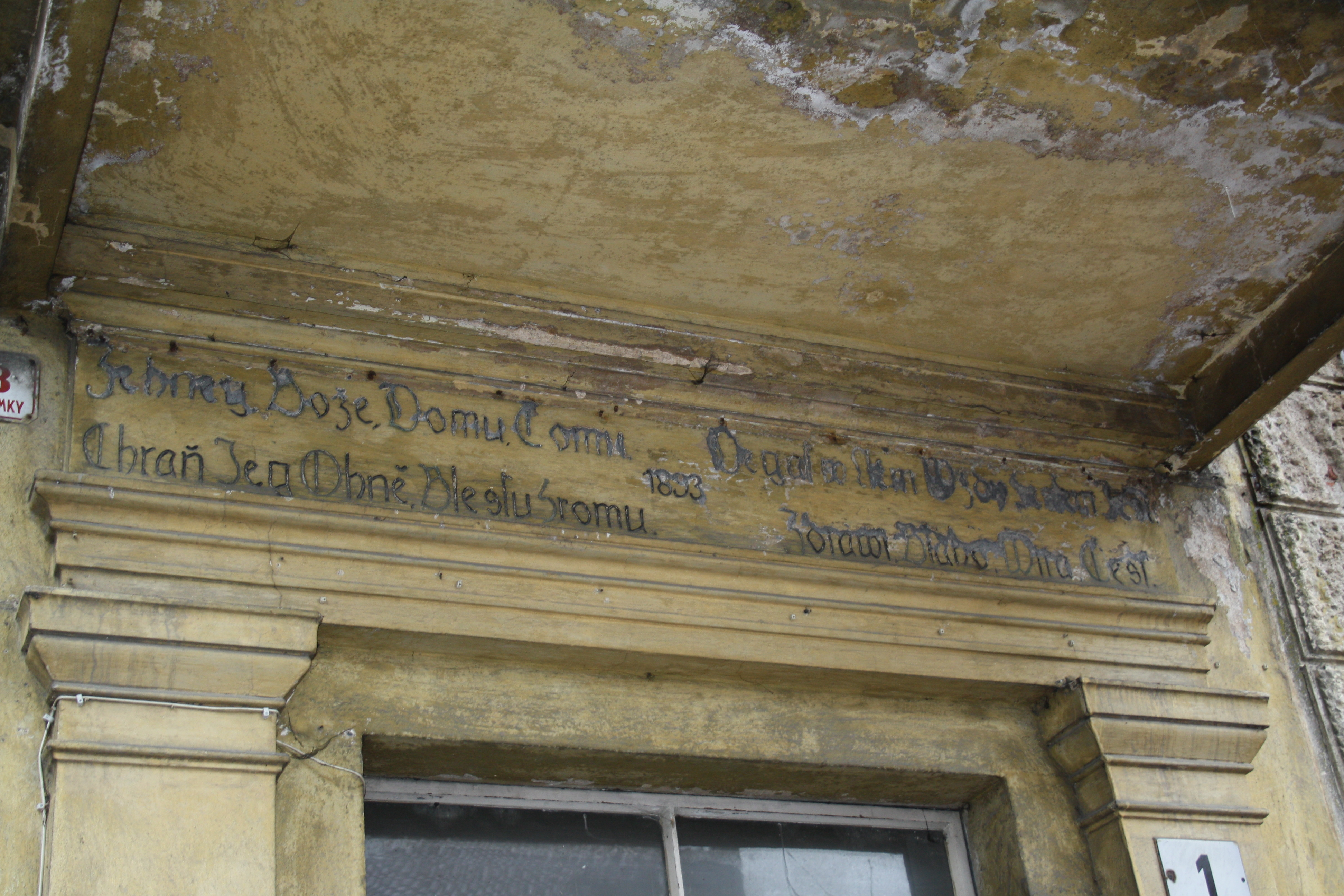
Požehnání domu Viktora Lorenze
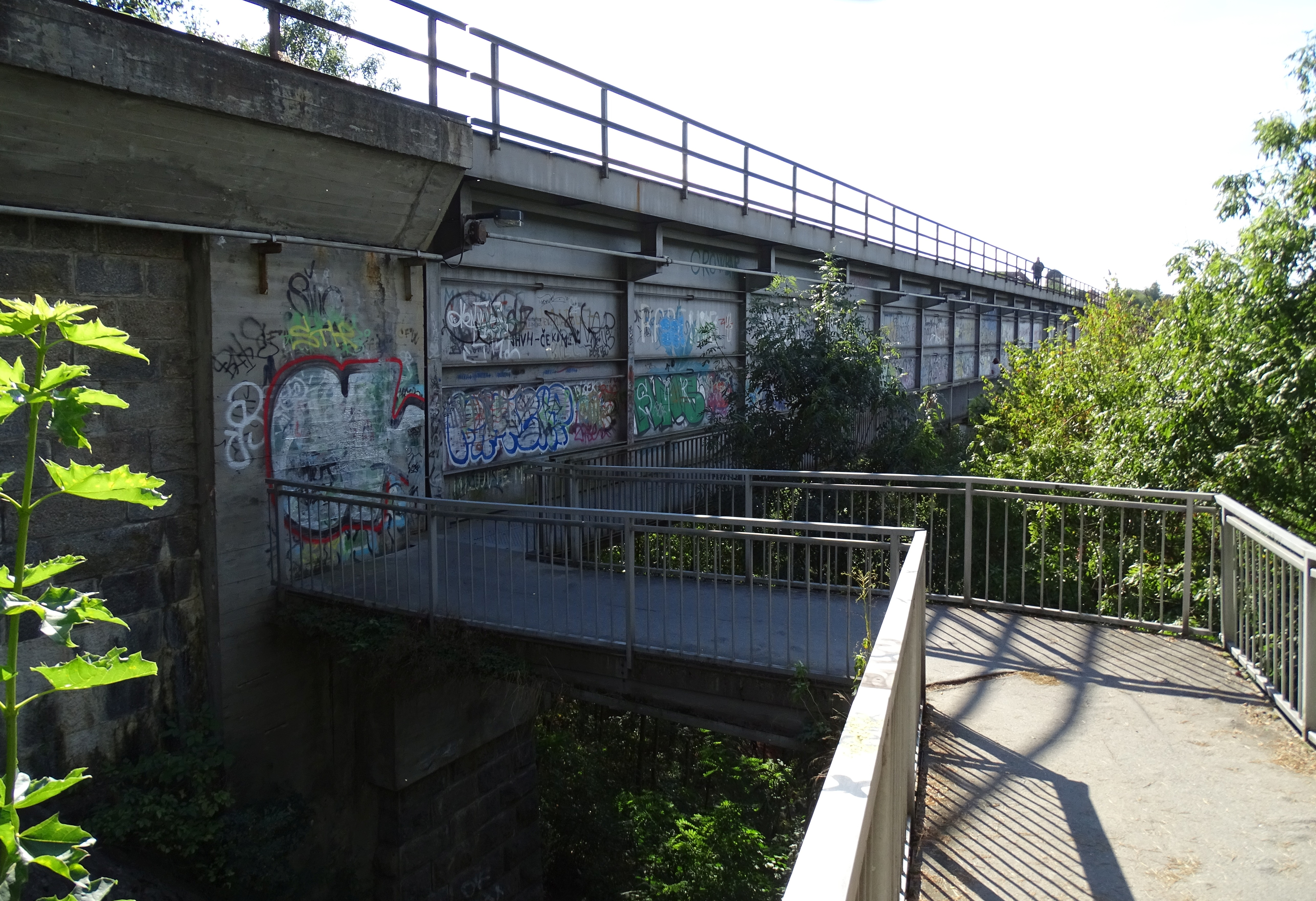
Borovinský most přes Libušíno údolí
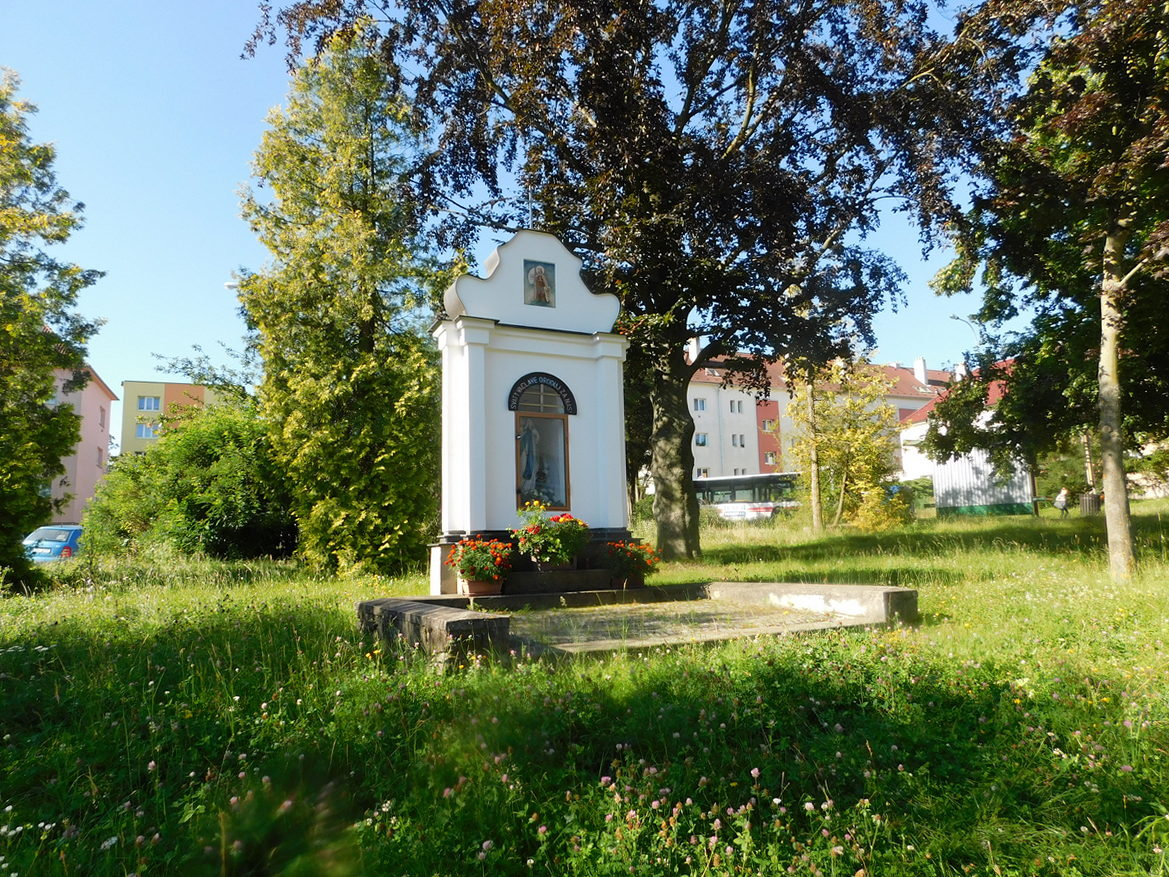
Kaplička svatého Václava na Václavském nám.
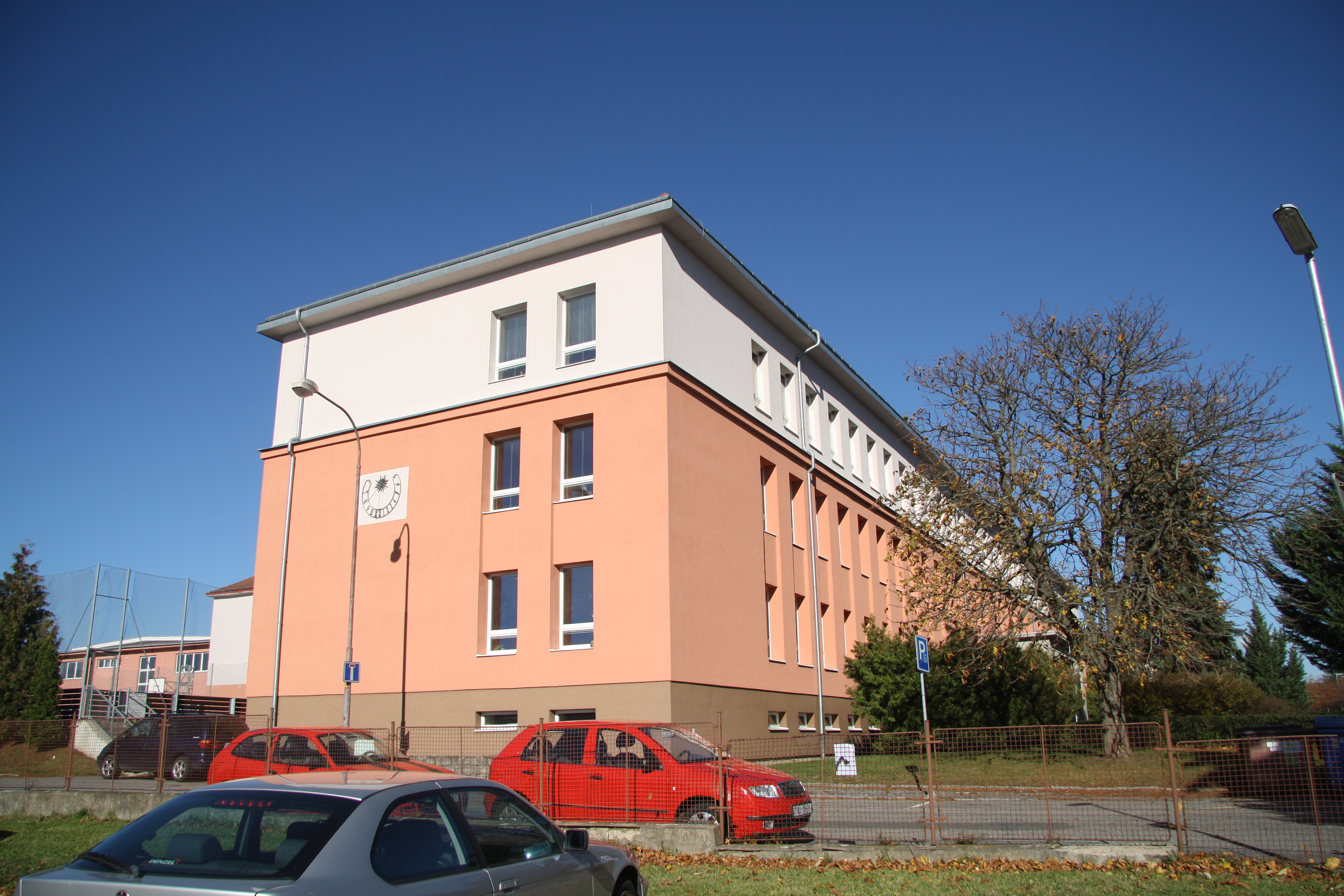
ZŠ Horka-Domky
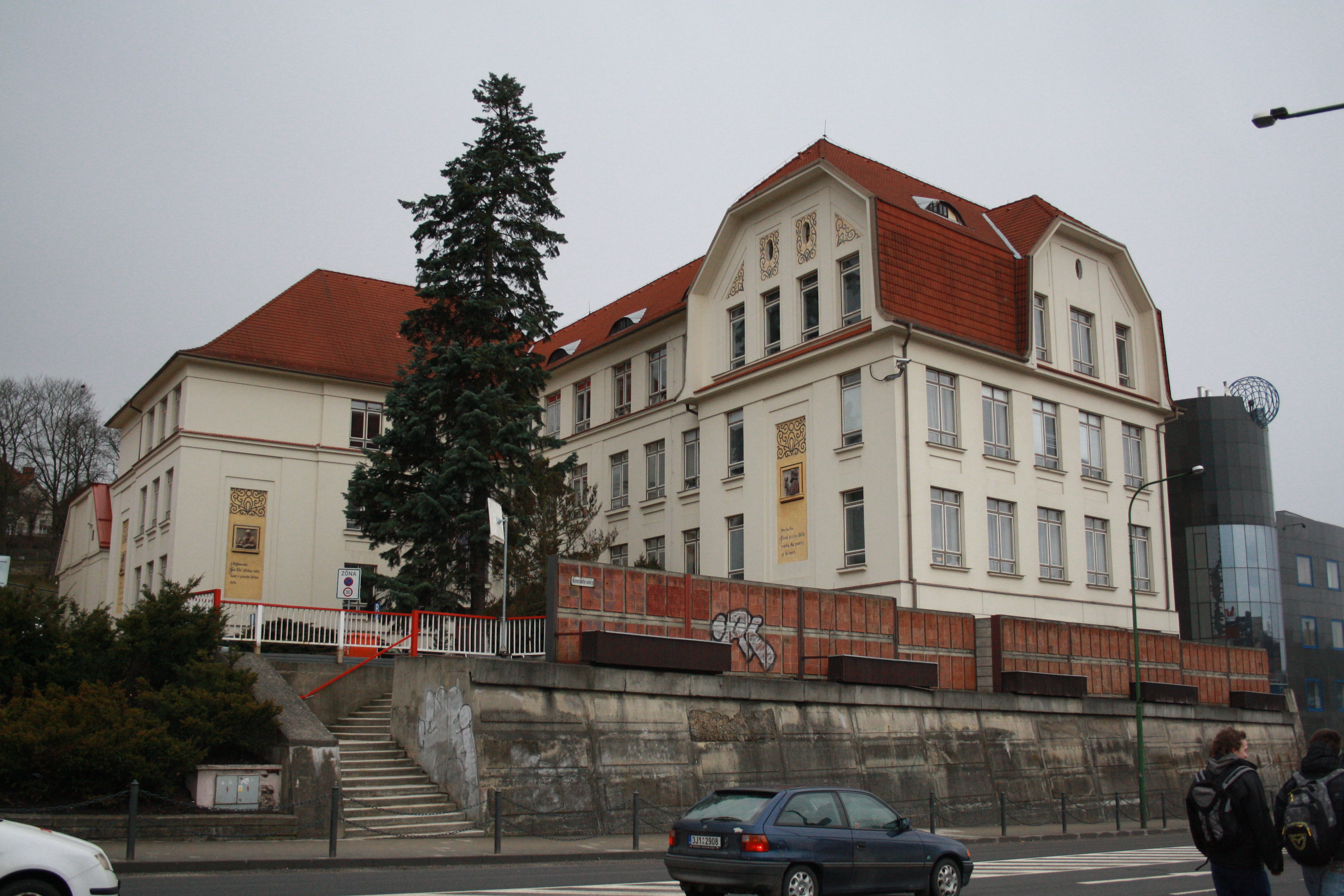
ZŠ T. G. Masaryka
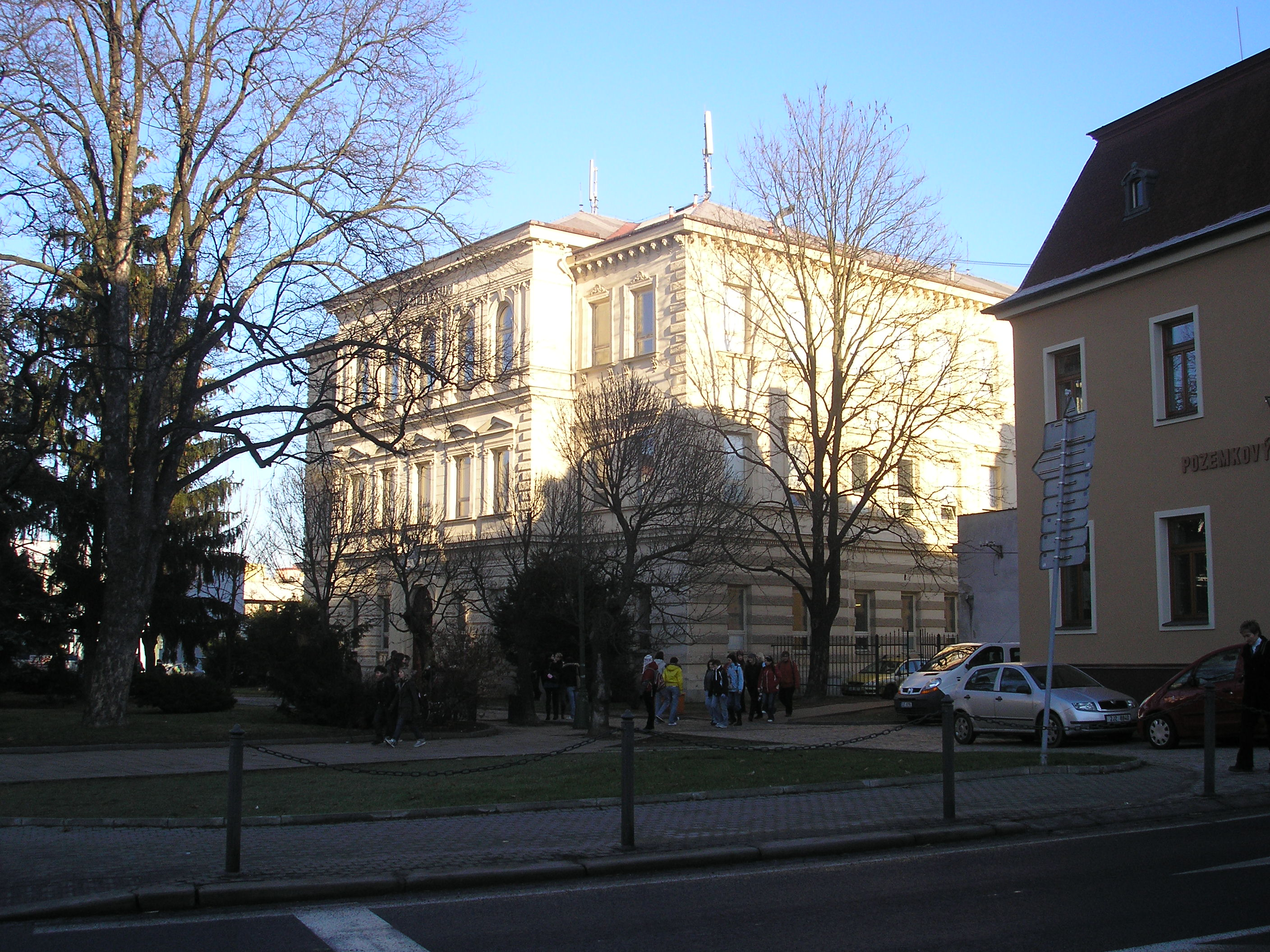
Gymnázium Třebíč
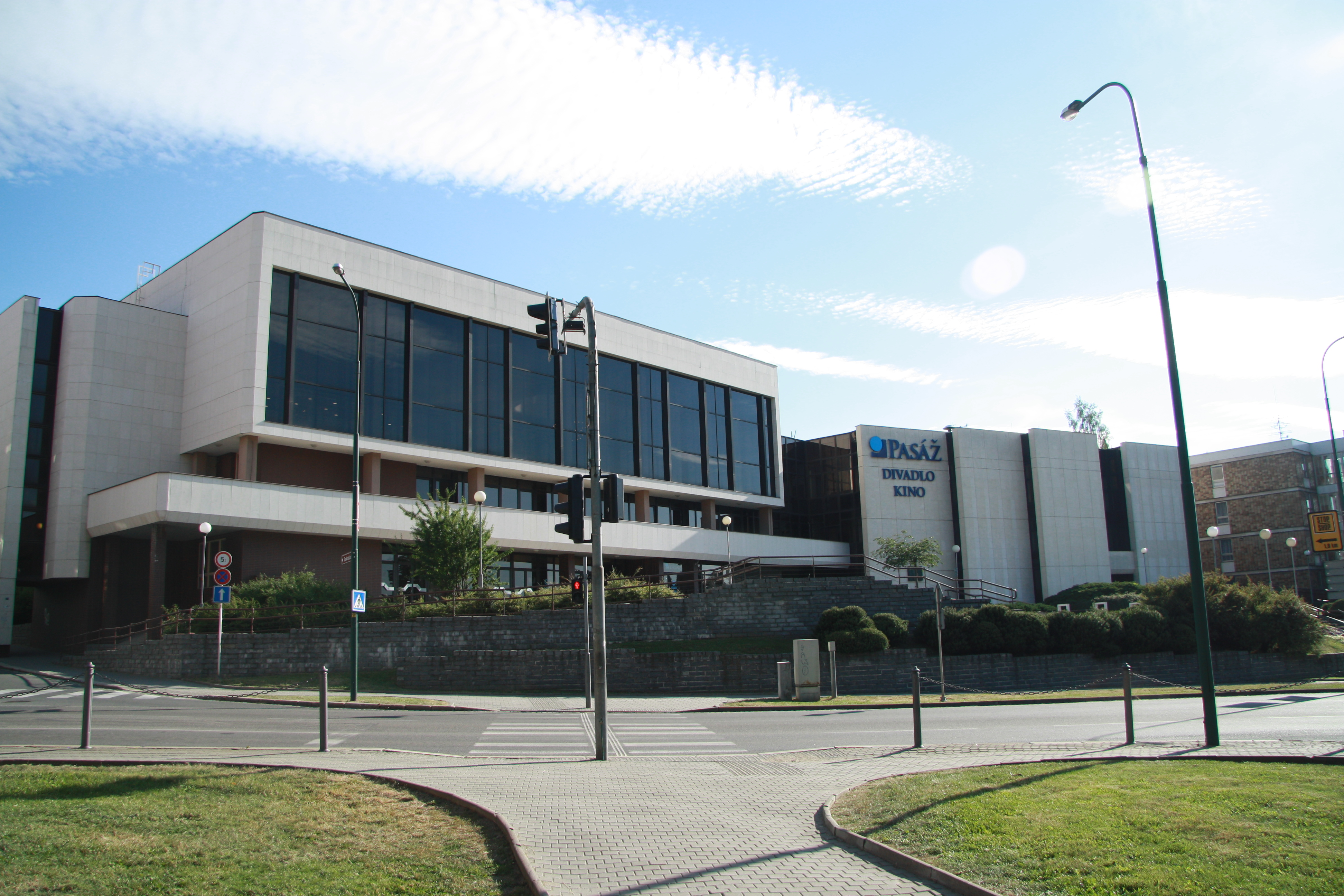
Divadlo Pasáž
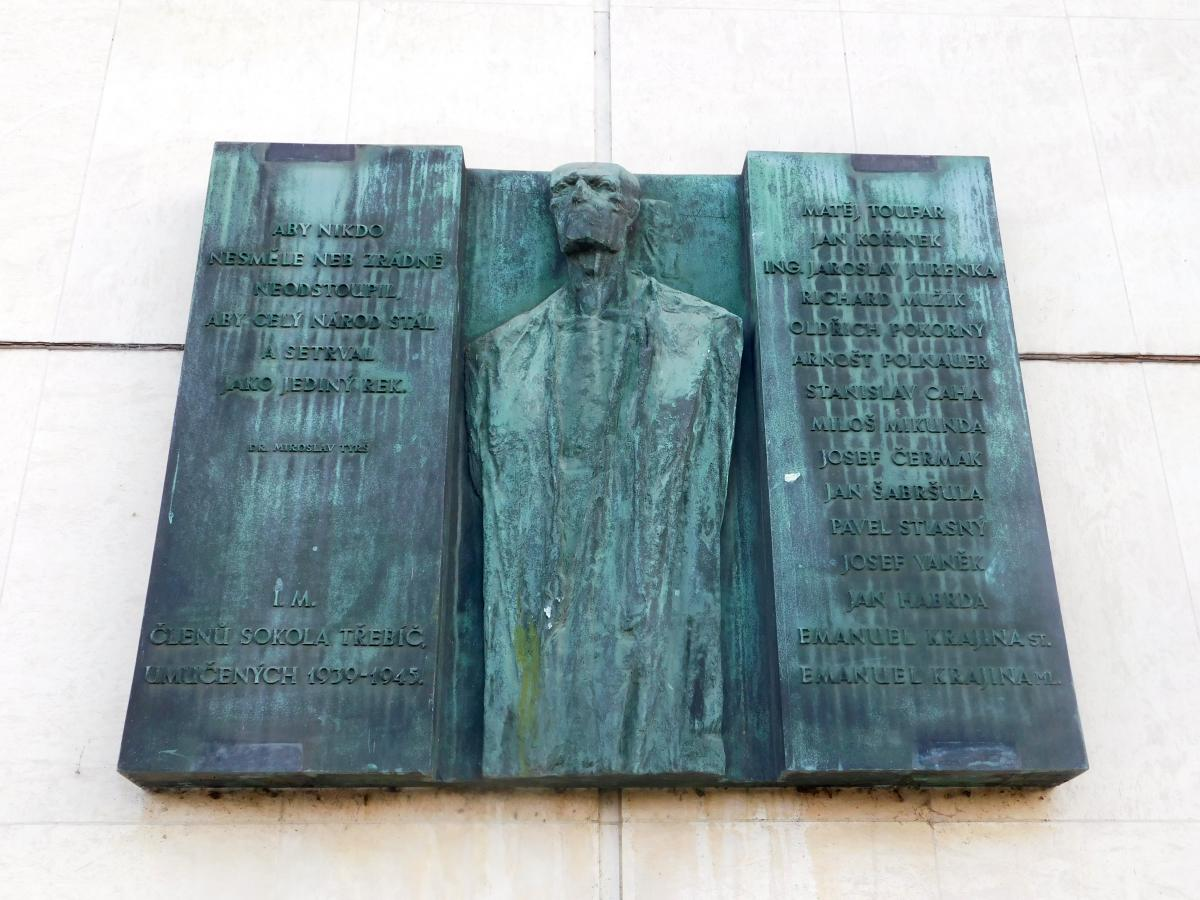
Pamětní deska členům Sokola padlých za druhé světové války
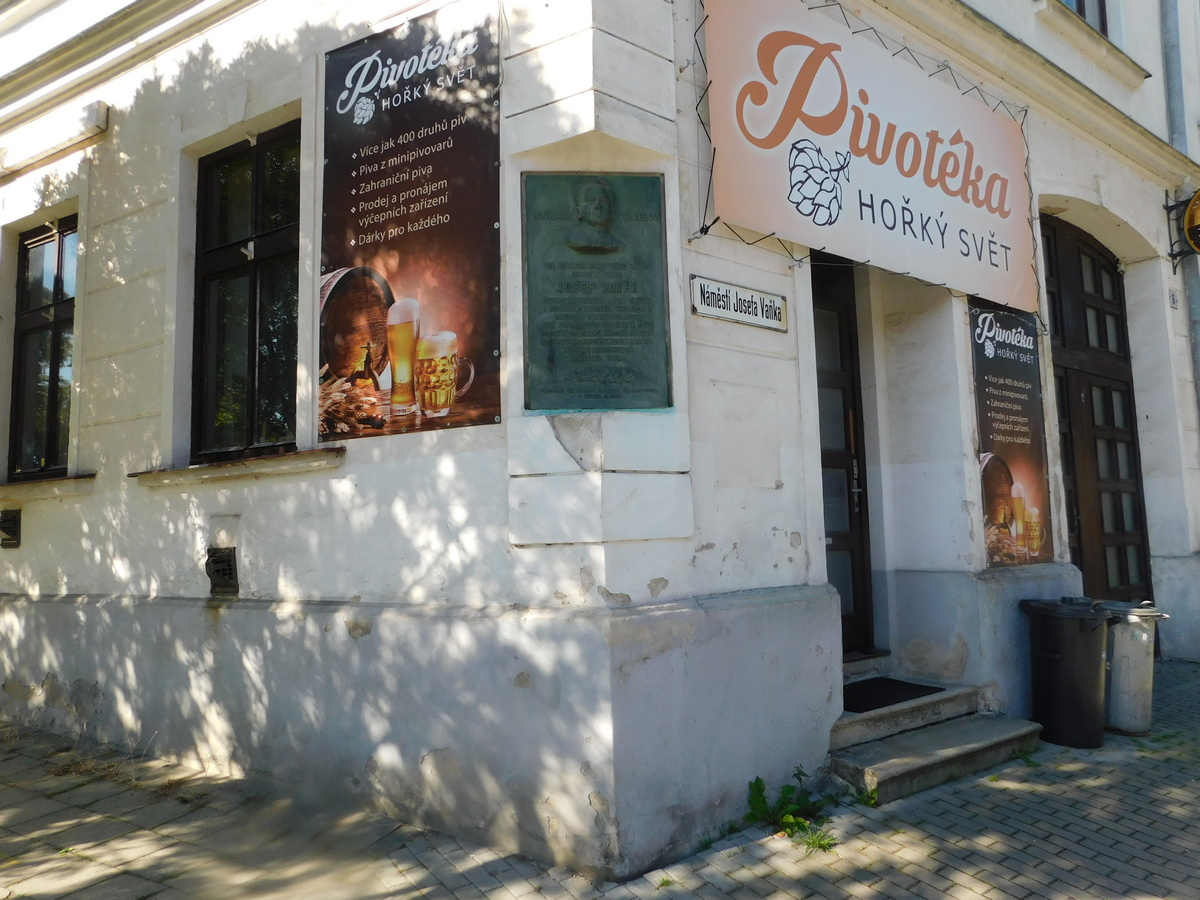
Pamětní deska Josefa Vaňka na Vaňkově nám.
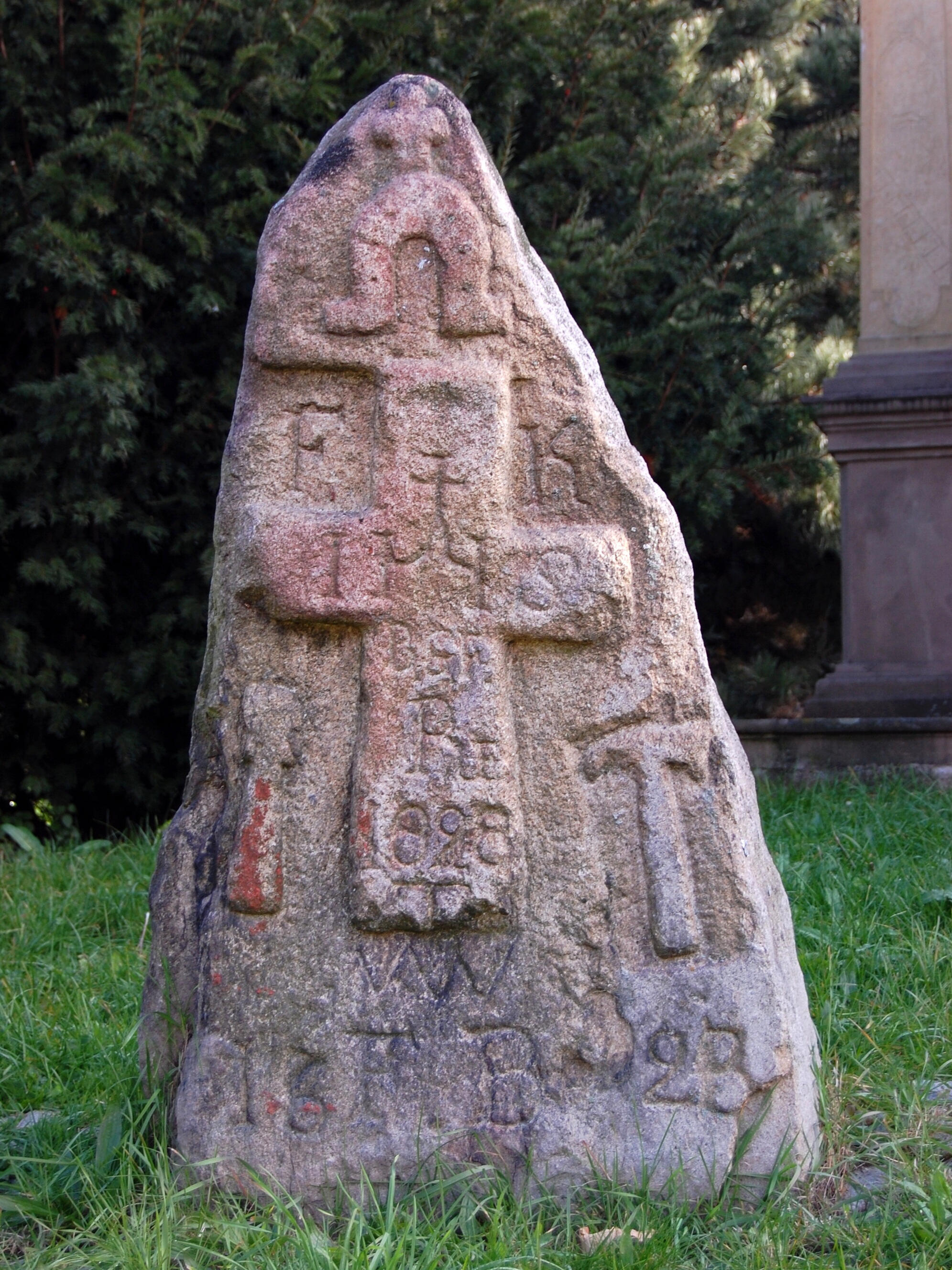
Pamětní kámen na ulici Znojemské
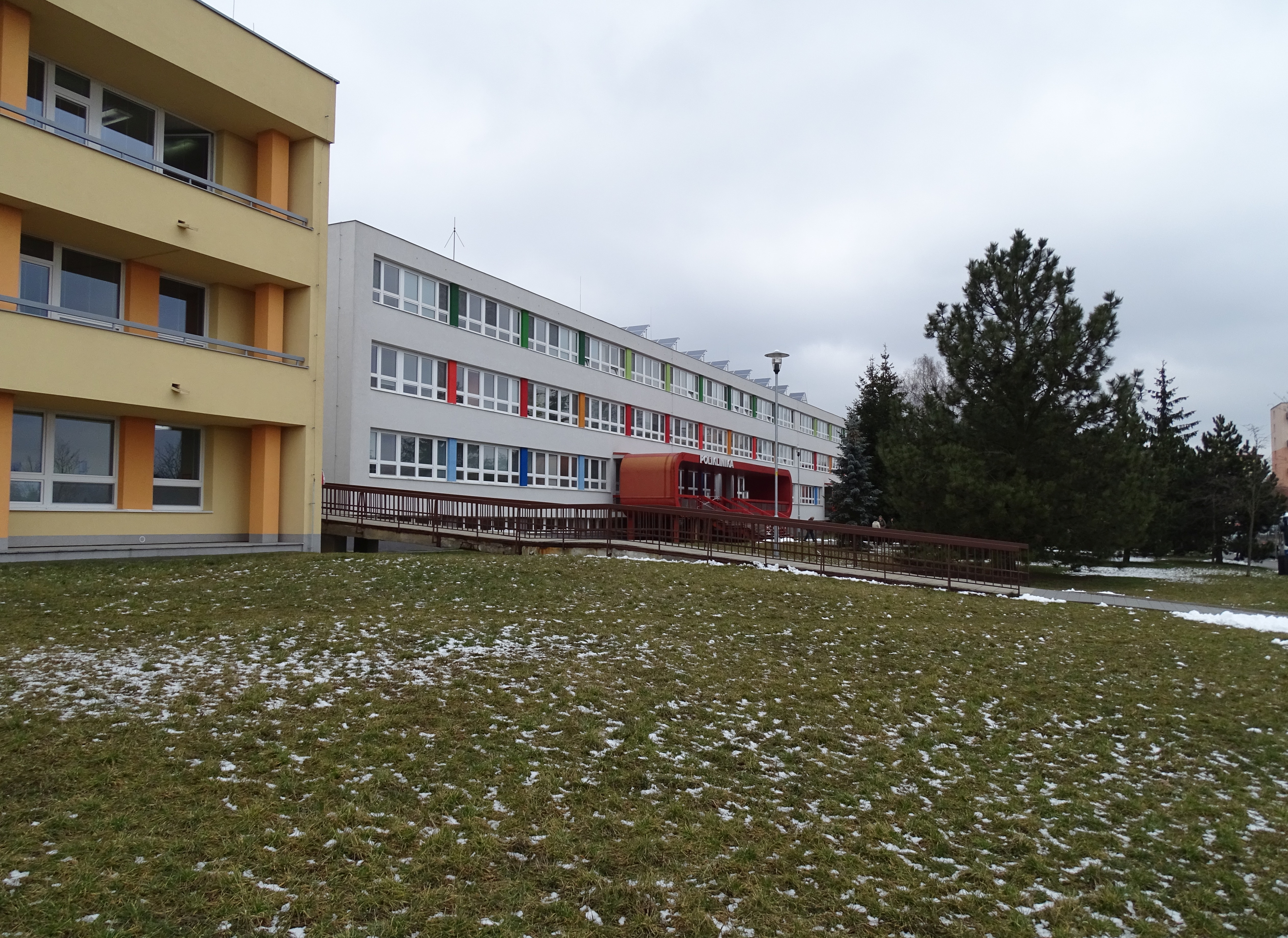
Poliklinika na ulici Vltavínská
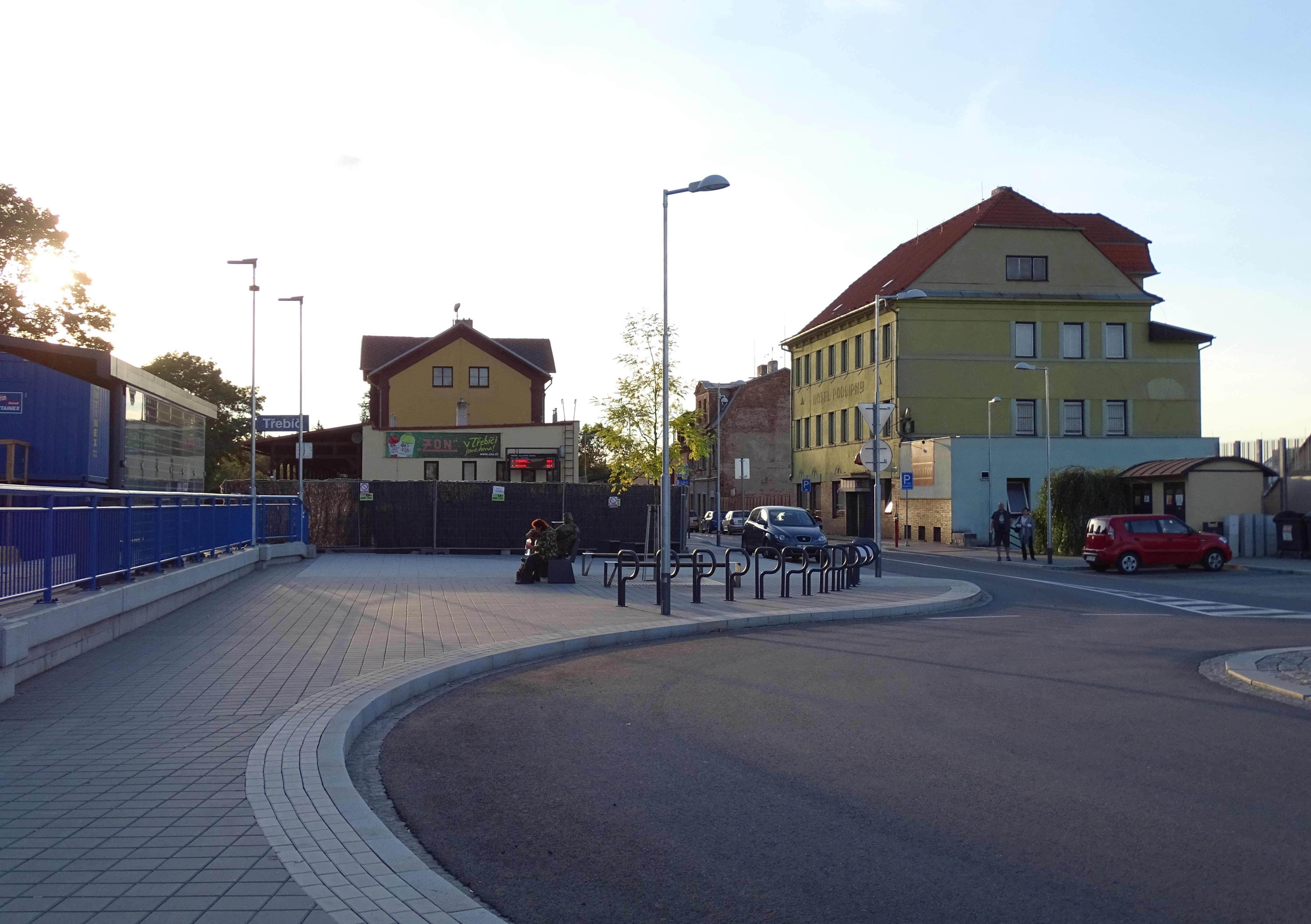
Vlakové nádraží
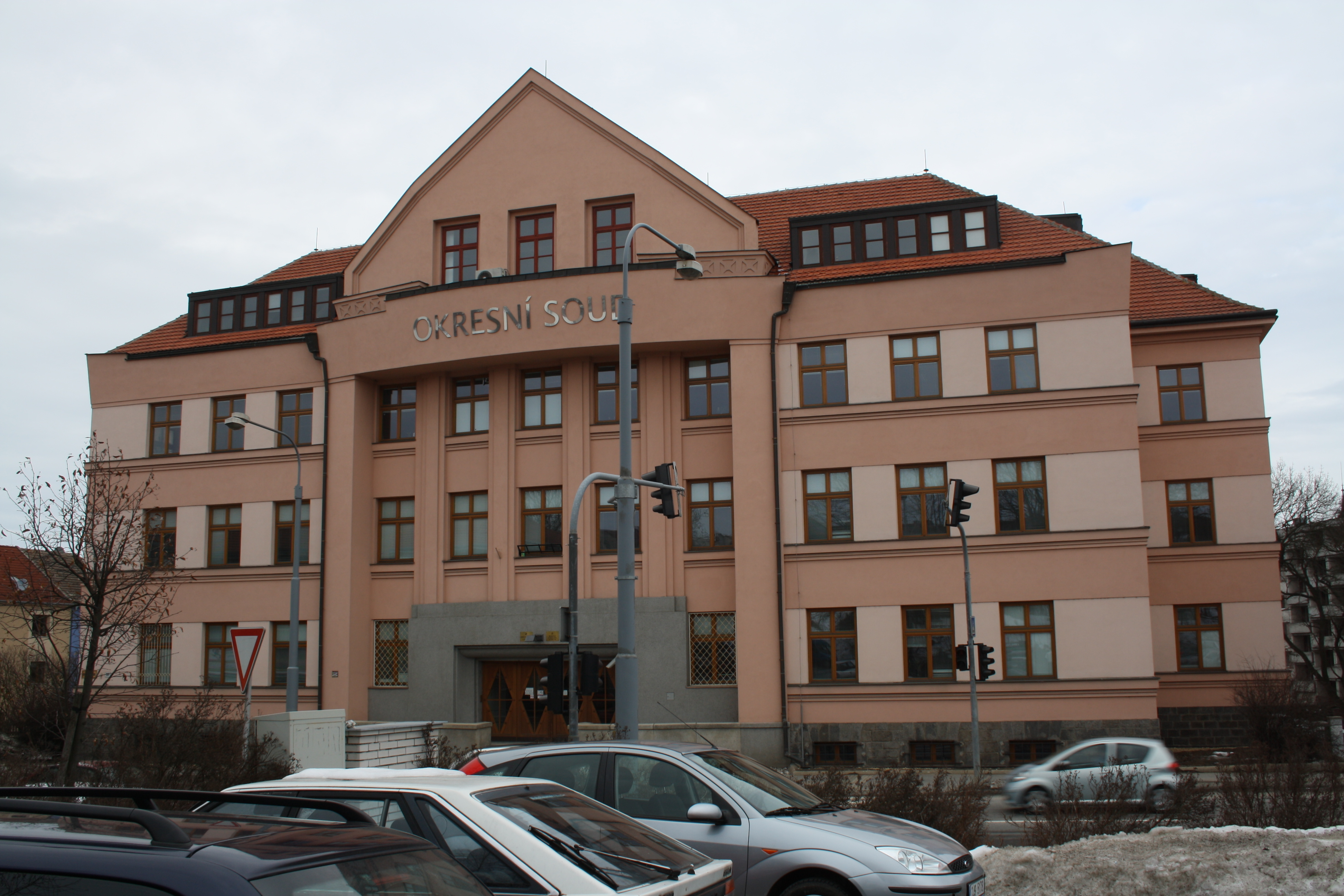
Okresní soud v Třebíči